# Eduard I. (England)

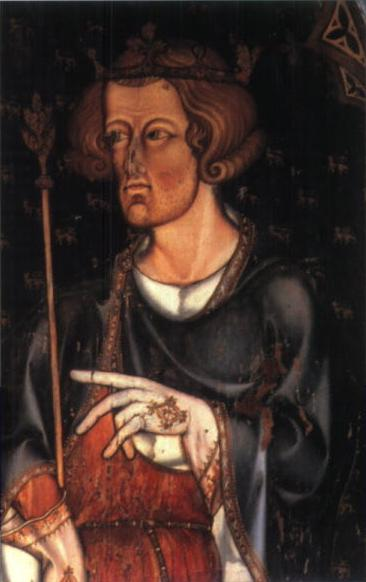
Ein mutmaßliches Bild des Königs in Westminster Abbey

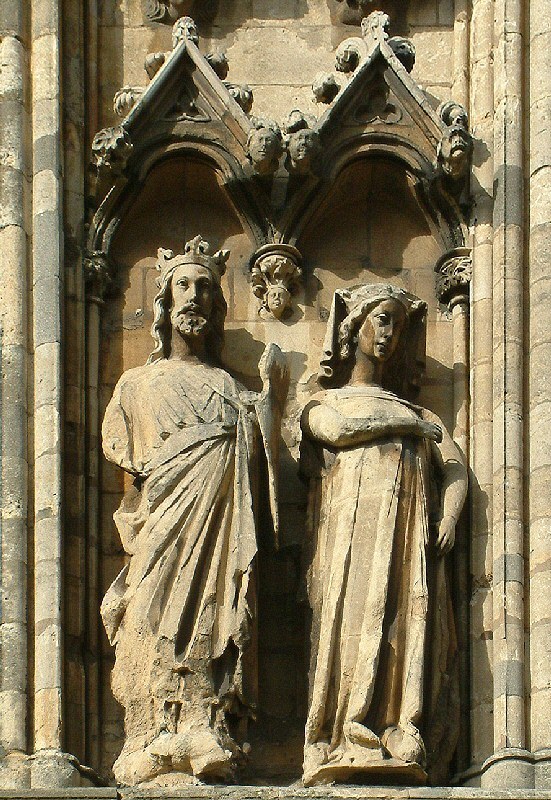
Eduard und Eleonore (Skulpturen an der Fassade von Lincoln Cathedral)

Eduard I., englisch Edward I, auch Edward Longshanks („Eduard Langschenkel“) und Hammer of the Scots („Hammer der Schotten“; lateinisch Malleus Scotorum) genannt (* 17. Juni oder 18. Juni 1239 in Westminster; † 7. Juli 1307 bei Burgh by Sands), aus dem Haus Plantagenet war von 1272 bis zu seinem Tod König von England, Lord von Irland und Herzog von Aquitanien. Bis zum Zeitpunkt seiner Krönung zum englischen König wurde er allgemein als Lord Edward bezeichnet.
Als erster Sohn Heinrichs III. war Eduard von Kindesbeinen an in die politischen Intrigen während der Herrschaft seines Vaters verwickelt, einschließlich des offenen Aufstands der englischen Barone. 1259 schloss sich Eduard kurzzeitig der rebellierenden Bewegung der Barone für Reformen an, die die Oxford Terms unterstützten. Nachdem er sich mit seinem Vater wieder ausgesöhnt hatte, blieb er ihm im weiteren Verlauf des folgenden bewaffneten Konflikts, der als Zweiter Krieg der Barone bekannt wurde, treu. Nach der Niederlage bei der Schlacht von Lewes 1264 wurde Eduard eine Geisel der rebellischen Barone, entkam aber einige Monate später und trat anschließend in den Krieg gegen Simon de Montfort ein. Nach dem Tod von Montfort in der Schlacht von Evesham 1265 erlosch die Rebellion. Nachdem in England wieder Frieden eingekehrt war, schloss sich Eduard dem Siebten Kreuzzug an und ging ins Heilige Land (obwohl viele Historiker Eduards Feldzug als separaten Kreuzzug herausgreifen. In der englischen und französischen Literatur wird er als separates Unternehmen geführt und hier als neunter Kreuzzug gezählt.). 1272, als Eduard auf dem Heimweg war, wurde ihm mitgeteilt, dass sein Vater gestorben war. 1274 erreichte er England und wurde in der Westminster Abbey am 19. August 1274 gekrönt. Durch eine Reihe von Reformen und neuen Gesetzen stärkte er die königliche Autorität gegenüber den Baronen. In zwei Feldzügen eroberte er bis 1283 das bis dahin weitgehend autonome Wales. Obwohl der Versuch scheiterte, ab 1290 auch das bislang eigenständige Königreich Schottland seiner direkten Oberherrschaft zu unterwerfen, gilt er als einer der großen mittelalterlichen Monarchen Englands. Eduard I. starb 1307 während eines weiteren Feldzuges in Schottland und hinterließ seinem Sohn und Erben Eduard II. viele finanzielle und politische Probleme, einschließlich des anhaltenden Krieges mit Schottland.
Nach damaligen Maßstäben war Eduard bei einer Größe von 1,88 m ein sehr großer Mann, weshalb er den Spitznamen „Langschenkel“ erhielt. Aufgrund seines hohen Wuchses und Temperaments machte er einen furchteinflößenden Eindruck auf andere. Seine Untertanen respektierten ihn dafür, dass er die Ideale eines mittelalterlichen Königs als Soldat, Herrscher und Gläubiger erfüllte, andere jedoch kritisierten ihn für seine kompromisslose Haltung gegenüber dem betitelten Adel.
Eduard I. war nicht der erste englische König dieses Namens, doch erst nach der normannischen Eroberung Englands 1066 durch Wilhelm den Eroberer wurde die französische Tradition, gleichlautende Königsnamen zu nummerieren, auch in England eingeführt. Deswegen werden die angelsächsischen Monarchen Eduard der Ältere, Eduard der Märtyrer und Eduard der Bekenner auch in der heutigen Chronologie nicht mitgezählt.

## Kindheit und Jugend
Eduard I. wurde in der Nacht vom 17. auf den 18. Juni 1239 im Palace of Westminster als Sohn des englischen Königs Heinrich III. und dessen Frau Eleonore von der Provence geboren und entstammte dem anglonormannischen Herrschergeschlecht Anjou-Plantagenet. Eduard ist ein Name angelsächsischen Ursprungs und wurde nach der normannischen Eroberung nicht allgemein unter der Aristokratie Englands vergeben, Heinrich III. war jedoch ein besonderer Verehrer des heiliggesprochenen Königs Eduard des Bekenners und beschloss, seinen erstgeborenen Sohn nach dem Heiligen zu benennen. Die Geburt des Thronfolgers löste zunächst große Begeisterung aus, die jedoch rasch abflaute, als der bereits zu dieser Zeit in finanzieller Bedrängnis befindliche König erklärte, dass er anlässlich der Geburt von seinen Untertanen Geschenke verlangte. Der Thronfolger erhielt schon bald einen eigenen Haushalt, in dem er zusammen mit anderen Kindern des Hochadels, darunter seinem Cousin Henry of Almain, der zu seinen Jugendfreunden zählte, erzogen wurde. Zunächst war Hugh Giffard für den Thronfolger verantwortlich, bis er 1246 durch Bartholomew Pecche abgelöst wurde. Heinrich III. überwachte regelmäßig die Erziehung seines Erben.
Es gab Bedenken über Eduards Gesundheit als Kind, mindestens dreimal, 1246, 1247 und 1251 erkrankte der Junge ernsthaft, wuchs jedoch trotzdem zu einem gesunden und stattlichen jungen Mann heran, bei einer Körpergröße von 188 cm überragte er die meisten seiner Zeitgenossen und erhielt daher seinen Beinamen Longshanks, was „lange Schenkel“ bedeutet. Der Historiker Michael Prestwich stellt fest, dass seine „langen Arme ihm einen Vorteil als Schwertkämpfer verschafften, lange Oberschenkel einen als Reiter“. In der Jugend war sein lockiges Haar blond; in der Reife verdunkelte es sich, und im Alter wurde es weiß. Seine Gesichtszüge wurden durch ein hängendes linkes Augenlid (Ptosis) getrübt. Seine Reden, trotz eines Lispelns, wurden als überzeugend bezeichnet.

## Eduard als Thronfolger

### Herr von Aquitanien, Irland und Gebieten in Wales und England
Als Thronfolger führte Eduard keinen eigenen Titel, sondern wurde einfach Dominus Edwardus bzw. Lord Edward genannt. Als 1254 eine Invasion der dem englischen König gehörenden Gascogne durch das benachbarte Kastilien befürchtet wurde, kam der Plan auf, Eduard mit Eleonore, einer Tochter von König Ferdinand III. von Kastilien zu verheiraten, um so die Beziehungen der beiden Reiche zu verbessern. Der kastilische König wünschte aber, dass sein Schwiegersohn schon selbst einen ansehnlichen Landbesitz besaß, so dass Heinrich III. seinem Sohn die Gascogne, die Lordschaft Irland sowie einen umfangreichen Besitz in den Welsh Marches mit dem Earldom Chester sowie Stamford und Grantham als Apanage übergab. Daraufhin fand am 1. November 1254 die Hochzeit im nordspanischen Burgos statt. Obwohl Eduard die von seinem Vater erhaltenen Besitzungen selbst verwalten sollte, wurde ihm erst 1256 die Herrschaft über Irland übergeben. Auch danach griff der König gelegentlich in die Herrschaft seines Sohnes ein. Besonders über die Herrschaft in der Gascogne hatten der König und Eduard unterschiedliche Vorstellungen. Während der König nach der Rebellion von 1253 bis 1254 eine versöhnliche Politik verfolgte, unterstützte Eduard entschlossen die Familie Soler aus Bordeaux, womit er andere einflussreiche Familien verärgerte.
Aus seinen walisischen Besitzungen erzielte Eduard jährliche Einkünfte von etwa £ 6000. Dies reichte aber anscheinend nicht aus, um seine Ausgaben zu decken, denn Eduard musste 1257 die einträgliche Vormundschaftsverwaltung für Robert de Ferrers für 6000 Mark verkaufen und sich von Bonifatius von Savoyen, dem Erzbischof von Canterbury weitere £ 1000 leihen. Die strenge Herrschaft von Eduards Beamten in Wales, die wie Geoffrey de Langley eine Durchsetzung des englischen Feudalsystems verfolgten, führten 1256 zu einem walisischen Aufstand. Ein Feldzug des Königs gegen die Aufständischen in Nordwales 1257 scheiterte, so dass weite Gebiete von Eduards Besitzungen in Wales an den walisischen Fürsten Llywelyn ap Gruffydd verloren gingen.

### Verwicklung in die Machtkämpfe am Königshof
Am Königshof gab es zu dieser Zeit eine Rivalität zwischen den aus Savoyen stammenden Verwandten von Königin Eleonore und den aus Südwestfrankreich stammenden Lusignans, den Halbgeschwistern des Königs und deren jeweiligen Anhängern. Ab 1254 wurde Eduard politisch vor allem von den Verwandten seiner Mutter beeinflusst, zu denen neben Erzbischof Bonifatius von Savoyen vor allem Peter von Savoyen gehörte. Ab 1258 wechselte Eduards Sympathie jedoch zu den Lusignans. Er verpfändete seine englischen Besitzungen Stamford und Grantham an William de Valence und wollte Geoffrey de Lusignan zum Seneschall der Gascogne und dessen Bruder Guy zum Verwalter der Île de Oléron und der Kanalinseln ernennen. Durch diese Förderung der in England besonders unbeliebten Lusignans sank auch die Beliebtheit des Thronfolgers.

### Verwicklung in den Machtkampf der Adelsopposition mit dem König

#### Vom Gegner zum Befürworter des Reformprogramms der Adelsopposition
Gegen die erfolglose Politik von Heinrich III. formierte sich im Frühjahr 1258 eine mächtige Adelsopposition, die eine Reform der Regierung forderte. Nachdem der König unter dem Druck der Adelsopposition der Erarbeitung eines Reformprogramms zugestimmt hatte, musste auch der junge Thronfolger, wenn auch mit beträchtlichem Widerwillen, diesem Vorhaben zustimmen. Während des Parlaments von Oxford im Mai 1258 wurde dieses Reformprogramm, die sogenannten Provisions of Oxford vorgestellt. Zu den Hauptforderungen gehörte, dass die Lusignans England verlassen mussten. Eduard stellte sich daraufhin offen auf die Seite der Lusignans, floh Ende Juni mit ihnen aus Oxford und verschanzte sich in Winchester. Bereits wenige Tage später mussten sie sich jedoch den militärisch überlegenen Baronen ergeben. Während die Lusignans England verlassen mussten, schwor Eduard am 10. Juli die Einhaltung der Provisions of Oxford. John de Balliol und Roger de Mohaut, zwei Anhänger der Adelsopposition, sowie seine früheren Beamten John de Grey und Stephen Longespée sollten in der Folge Eduard beraten und versuchen, ihn zugunsten der Barone umzustimmen. Als dazu die von der Adelsopposition gestellte neue Regierung zunehmenden Erfolg hatte, änderte sich Eduards Einstellung zur Reformbewegung. Er umgab sich mit einem neuen Gefolge von jungen Baronen, zu denen unter anderem sein Cousin Henry of Almain, John de Warenne, 6. Earl of Surrey, Roger de Clifford, Roger of Leybourne und Hamo le Strange gehörten. Im März 1259 verbündete sich Eduard offiziell mit Richard de Clare, 5. Earl of Gloucester, einem der Führer der Adelsopposition. Möglicherweise suchte Eduard vor allem als Herr der Gascogne die Unterstützung von Gloucester, weil dieser mit zu den Unterhändlern gehörte, die einen Friedensvertrag mit Frankreich aushandeln sollten. Als im Oktober 1259 vor allem junge Barone gegen die Reformbewegung protestierten, antwortete ihnen Eduard, dass er inzwischen fest zu dem Eid stehe, den er in Oxford auf das Reformprogramm geleistet hatte. Möglicherweise wurde er zu dieser Zeit stark von Simon de Montfort, 6. Earl of Leicester beeinflusst, der mit Eduards Tante Eleanor verheiratet war und der zu einem der wichtigsten Führer der Adelsopposition aufgestiegen war.
Als der König ab November 1259 zur Anerkennung des Friedensvertrags in Frankreich war, versuchte Eduard in England ohne Abstimmung mit seinem Vater selbständig zu agieren. Der enttäuschte König, der weiter insgeheim versuchte, seine Macht zurückzugewinnen, war nun überzeugt, dass sein Sohn ihn stürzen wolle. Als er im April 1260 nach England zurückkehrte, weigerte er sich zunächst, Eduard zu sehen. Erst durch Vermittlung von seinem Bruder Richard von Cornwall und von Erzbischof Bonifatius von Savoyen konnten die beiden versöhnt werden. Auch Eduards zeitweiliges Zerwürfnis mit dem Earl of Gloucester konnte geschlichtet werden. Eduards Gefolgsmänner Roger of Leybourne, den er zum Kommandanten von Bristol Castle ernannt hatte, und Roger de Clifford, der die strategisch wichtigen Three Castles Grosmont, Skenfrith und White Castle in Wales befehligte, wurden abgelöst.

#### Aufenthalte in Frankreich und Annäherung an die Politik des Königs
Nach der Aussöhnung mit seinem Vater reiste Eduard 1260 nach Frankreich, wo er an mehreren Turnieren teilnahm. Im Herbst 1260 kehrte er nach England zurück, doch bereits im November 1260 reiste er wieder nach Frankreich, wo er die exilierten Lusignans traf. Im Frühjahr 1261 kehrte Eduard nach England zurück, wobei es kurzzeitig schien, dass er wieder die Barone um Gloucester und Montfort unterstützen würde. Kurz danach unterstützte er jedoch die Politik seines Vaters, ehe er im Juli 1261 in seine Herrschaft Gascogne aufbrach. Dort gelang es ihm, die englische Herrschaft zu festigen und die unruhige Provinz zu befrieden. Als er Anfang 1262 nach England zurückkehrte, beschuldigte er Roger of Leybourne, den er als Verwalter seiner englischen Besitzungen eingesetzt hatte, Gelder unterschlagen zu haben. Eduard befand ihn für schuldig und entließ ihn aus seinen Diensten. Dies führte zum Bruch mit zahlreichen der jungen Barone, die ihn bislang unterstützt hatten. Vor allem Henry of Almain, John de Warenne und Roger de Clifford waren von Leybournes Unschuld überzeugt und unterstützten nun nicht mehr den Thronfolger. Um weitere Unterschlagungen und Misswirtschaft vorzubeugen, übergab Eduard den Großteil seiner Ländereien wieder seinem Vater. Im Gegenzug erhielt er für drei Jahre das Schutzgeld, das die englischen Juden an die Krone zahlen mussten. Anscheinend war er dennoch bei seinem Vater in Ungnade gefallen, denn kurz danach reiste er 1262 wieder nach Frankreich, wo er vermutlich in Senlis und anderen Orten erneut an verschiedenen Turnieren teilnahm.

#### Entschlossener Unterstützer seines Vaters
Als Eduard im Frühjahr 1263 nach England zurückkehrte, versuchte er, die wachsende Macht des walisischen Fürsten Llywelyn ap Gruffydd einzudämmen. Dieser hatte die politische Schwäche des englischen Königs ausgenutzt und in einem Krieg mit England weite Teile von Wales und der Welsh Marches unter seine Kontrolle gebracht. Im April und Mai 1263 führte Eduard einen Feldzug nach Wales, doch obwohl er von Llywelyns Bruder Dafydd ap Gruffydd unterstützt wurde, blieb die Expedition erfolglos. Dazu verschlechterte sich in England die Lage des Königs, nachdem Simon de Montfort, der 1261 ebenfalls England verlassen hatte, im Frühjahr 1263 zurückgekehrt war. Der Earl of Gloucester war 1262 gestorben, und Montfort wurde nun zum unumstrittenen Führer der Adelsopposition, die erneut die Herrschaft des Königs beschränken wollte. Eduard stand nun aber entschlossen auf der Seite seines Vaters. Als er nach Bristol reiste, führte das Verhalten seines Gefolges dazu, dass die Bürger der Stadt ihn in Bristol Castle belagerten. Erst nachdem Bischof Walter de Cantilupe von Worcester einen Waffenstillstand vermittelt hatte, konnte er aus der Burg entkommen. Zur Entrüstung der Adelsopposition verstärkte er die Besatzung von Windsor Castle mit ausländischen Söldnern. Da die finanzielle Lage des Königs weiterhin äußerst angespannt war, beschlagnahmte Eduard widerrechtlich einen Teil der Schätze, die bei den Tempelrittern im New Temple in London hinterlegt worden waren. Als am 16. Juli 1263 der König angesichts des politischen Drucks erneut den Forderungen der Adelsopposition nachgeben musste, setzte Eduard seinen Widerstand fort. Im August nahm er wieder Kontakt mit seinen früheren Anhängern Henry of Almain, John de Warenne und Roger of Leybourne auf und entließ die unbeliebten ausländischen Söldner. Im Oktober 1263 scheiterte während des Parlaments der Versuch einer Verständigung zwischen ihm und den Baronen. Eduard plünderte daraufhin Windsor Castle, das er kurz zuvor der Regierung der Adelsopposition übergeben hatte. Erst nach längeren Verhandlungen konnten sich die Konfliktparteien darauf einigen, dass sie einen Schlichtungsspruch des französischen Königs Ludwig IX. akzeptieren würden. Eduard begleitete seinen Vater Ende 1263 nach Frankreich, wo Ludwig IX. im Mise of Amiens im Januar 1264 erwartungsgemäß zugunsten des Standpunkts des englischen Königs entschied.

#### Der Krieg der Barone
Der Mise of Amiens beendete jedoch nicht den Konflikt zwischen dem König und der Adelsopposition, sondern weitete ihn zum offenen Bürgerkrieg aus. Eduard selbst war bei den ersten Kämpfen aktiv beteiligt, als er versuchte, das von Rebellen besetzte Gloucester zurückzuerobern. Als eine Entsatzarmee unter seinem ehemaligen Mündel Robert de Ferrers, 6. Earl of Derby zum Entsatz der Stadt anrückte, schloss Eduard einen Waffenstillstand. Als Ferrers wieder abzog, ließ Eduard jedoch die Stadt plündern. Anschließend zog er nach Northampton, wo er entscheidend zur Eroberung der von einer Garnison der Rebellen besetzten Stadt beitrug. Anschließend verließ Eduard das königliche Heer und plünderte die Besitzungen des Earls of Derby. Nun wandten sich die königlichen Truppen gegen die City of London, deren Bürger weiterhin entschlossen die Rebellen unterstützten. Montfort zog den königlichen Truppen entgegen, worauf es am 14. Mai 1264 zur Schlacht von Lewes kam. Eduard hatte sich zuvor wieder dem königlichen Heer angeschlossen. Der von ihm geführte Reiterangriff des rechten Flügels des königlichen Heeres zerschlug zwar den linken Flügel des Rebellenheeres, doch danach verfolgten seine Ritter die flüchtenden Gegner. Als Eduard mit seinen Truppen auf das Schlachtfeld zurückkehrte, hatte Montfort in der Zwischenzeit das königliche Hauptheer geschlagen. Nach längeren Verhandlungen ergab sich Eduard. Als Geiseln für das Wohlverhalten des ebenfalls in die Gewalt der Adelsopposition gelangten Königs sollte Eduard so lange festgehalten werden, bis er die von Montfort geführte Regierung der Barone akzeptierte. Zur Sicherheit musste er der Regierung Bristol Castle sowie fünf weitere königliche Burgen für den Zeitraum von fünf Jahren übergeben. Danach wurde er offiziell frei gelassen, doch er blieb unter enger Aufsicht von Anhängern Montforts. Mit der Zeit lockerte sich diese Aufsicht, und als Eduard Mai 1265 einen Ausritt machte, konnte er bei Hereford seinen Bewachern, zu denen Thomas de Clare und Henry de Montfort gehörten, entkommen. Er flüchtete nach Wigmore Castle zu Roger Mortimer, einem Gegner der Regierung der Barone, dann schloss er sich Gilbert de Clare, dem jungen Earl of Gloucester an, der sich im Vorjahr mit Montfort überworfen hatte. Rasch schlossen sich ihnen die Marcher Lords und weitere Anhänger der königlichen Partei an, und schließlich vereinigten sie ihr Heer mit dem kleinen Kontingent von John de Warenne und William de Valence, die aus dem französischen Exil kommend in Wales gelandet waren. Ohne Kampf zogen sie in Worcester an, während Gloucester Castle nach heftiger Belagerung erobert wurde. Montfort, der mit einem Heer in die Welsh Marches gezogen war, verbündete sich am 19. Juni mit Fürst Llywelyn ap Gruffydd. Die königliche Partei zerstörte die Brücken über den Severn, so dass Montfort in den Welsh Marches von weiteren Verstärkungen abgeschnitten war. Einer von Montforts Söhnen, Simon de Montfort der Jüngere, erreichte mit seinen Truppen Kenilworth Castle. In einem Nachtmarsch von Worcester aus überraschte Eduard mit seinen Truppen die vor der Burg lagernden Rebellen und schlug sie in die Flucht. Anschließend zog er dem älteren Montfort entgegen. Am 4. August 1265 konnten Gilbert de Clare und Eduard das Heer der Rebellen unter Montfort in der Schlacht von Evesham entscheidend besiegen. Welchen Anteil Eduard an dem triumphalen Sieg hatte, kann allerdings nicht mehr geklärt werden.
Auch wenn die Schlacht von Evesham den Zweiten Krieg der Barone militärisch entschieden hatte, konnte sie den Krieg nicht beenden. Der Hauptgrund hierfür war die unbarmherzige Behandlung der überlebenden Rebellen, die von der siegreichen königlichen Partei für enteignet erklärt wurden. Die sogenannten Enterbten setzten deshalb verzweifelt die Rebellion fort. Eduard selbst verfolgte eine harte Linie gegen die Enterbten und führte Ende 1265 einen Feldzug gegen die Isle of Axholme in Lincolnshire, wohin sich Simon de Montfort der Jüngere geflüchtet hatte. Aufgrund seiner militärischen Überlegenheit konnte Eduard Montfort Weihnachten 1265 zur Aufgabe zwingen. Anschließend wandte sich Eduard zusammen mit Roger of Leybourne gegen die Cinque Ports, die sich ihm vor dem 25. März 1266 ergaben. Danach ging Eduard in Hampshire gegen die Enterbten vor. Dabei besiegte er den bekannten Rebellen Adam Gurdun, einen Ritter, im Zweikampf. Der Legende nach war Eduard von Gurduns Tapferkeit so beeindruckt, dass er ihm seine Ländereien zurückgab. Tatsächlich übergab Eduard seinen Gefangenen an die Königin, und Gurdun erhielt erst gegen eine hohe Strafzahlung seine Besitzungen zurück. Im Mai 1266 schloss sich Eduard der Belagerung von Kenilworth Castle an, wo sich eine große Anzahl der Enterbten verschanzt hatte. Eduard hatte jedoch weder bei der Belagerung noch bei der Ausarbeitung des Dictum of Kenilworth größeren Anteil, das die Enterbten mit dem König versöhnen sollte. Noch bevor sich die Garnison von Kenilworth im Dezember 1266 ergab, war Eduard nach Nordengland gezogen, wo er die Revolte von John de Vescy beendete. Um sein Land einzulösen, musste Vescy eine hohe Strafe von 3700 Mark zahlen. Dennoch söhnte er sich mit Eduard aus und wurde einer seiner engsten Gefolgsleute. Die letzte Rebellengruppe wurde von John de Deyville geführt. Diese erhielt vom Earl of Gloucester Unterstützung, der zusammen mit den Rebellen im April 1267 die City of London besetzte. Damit wollte er vom König bessere Konditionen für die Enterbten erpressen. Gloucester hatte großen Anteil am Sieg der königlichen Partei 1265 gehabt, doch danach hatte er vom König nur geringe Belohnungen erhalten. Durch sein Bündnis mit den Enterbten bestand die Gefahr, dass es erneut zum Bürgerkrieg kommen konnte. Nach Verhandlungen verließ Gloucester schließlich London, während der König den Enterbten Zugeständnisse machte. Eduard ging nun gegen die letzten Rebellen vor, die sich auf die Isle of Ely zurückgezogen waren. Aufgrund des trockenen Sommers waren die Feuchtgebiete der Fens für Eduards Truppen kein Hindernis, so dass sich die Enterbten in Ely am 11. Juli ergaben.

### England nach dem Bürgerkrieg
Um nach dem Ende des Bürgerkriegs die Stellung des Königs zu sichern, wurden im Herbst 1267 wichtige Maßnahmen getroffen. Am 29. September 1267 wurde der Vertrag von Montgomery geschlossen, der den Englisch-Walisischen Krieg beendete. Darin wurde nicht nur Llywelyn ap Gruffydd als Fürst von Wales anerkannt, sondern Eduard verzichtete auch auf das 1256 von Llywelyn eroberte Perfeddwlad in Nordostwales. Bereits 1265 hatte Eduard seine verbliebenen walisischen Besitzungen Cardigan und Carmarthen seinem Bruder Edmund übergeben. Im November 1267 wurde das Statut von Marlborough erlassen, das zahlreiche Gesetzesreformen der früheren Adelsopposition aufgriff. In vieler Hinsicht bereitete es Gesetze vor, die während der Herrschaft von Eduard erlassen wurden, doch auch hier ist unklar, inwieweit Eduard bei den zahlreichen Bestimmungen des Statuts von Marlborough mitgewirkt hat. Tatsächlich ist über Eduards Rolle in den Jahren nach dem Krieg der Barone wenig bekannt, und seine bekannten Aktionen wurden nicht immer positiv aufgenommen. Er hatte weiterhin ein angespanntes Verhältnis zum Earl of Gloucester. Unter anderem war zwischen ihnen der Besitz von Bristol umstritten, und als Eduard 1269 den Konflikt zwischen den Marcher Lords und Llywelyn ap Gruffydd untersuchen ließ, brüskierte er Gloucester. 1269 unterstützte er die harte Behandlung seines früheren Mündels Robert de Ferrers, des früheren Earl of Derby. Dieser musste für seine Freilassung eine ungeheure Schuld von £ 50.000 gegenüber Eduards Bruder Edmund akzeptieren, womit er quasi enteignet wurde. Ansonsten nahm Eduard an Turnieren teil, übernahm aber auch Schulden, die Christen bei jüdischen Geldverleihern hatten, und trieb diese mit Gewinn wieder ein. Der König hatte ihn mit zahlreichen Ländereien ausgestattet, zu denen die Aufsicht über die City of London, sieben königliche Burgen und acht Grafschaften gehörten. Die Einkünfte aus diesen Besitzungen benötige er offensichtlich, um die von ihm im Krieg der Barone gemachten Schulden zu begleichen. Trotz dieser umfangreichen Besitzungen und obwohl er im Kronrat oft führend an Diskussionen beteiligt war, blieb Eduards politischer Einfluss begrenzt. Anstelle des alternden Königs hatten vor allem der päpstliche Legat Ottobono sowie Eduards Onkel Richard von Cornwall größeren politischen Einfluss. Eduard dagegen konzentrierte sich auf die Vorbereitung seines Kreuzzugs, nachdem er im Juni 1268 auf Betreiben Ottobonos ein Kreuzzugsgelübde abgelegt hatte.

### Eduards Kreuzzug

#### Vorbereitung des Kreuzzugs
Eduards Vater Heinrich III. hatte bereits 1250 ein Kreuzzugsgelübde geleistet, doch es bislang nicht eingelöst. Üblicherweise hätte sein zweiter Sohn Edmund stellvertretend für ihn den Kreuzzug unternehmen können. Warum dann auch der Thronfolger Eduard ein Kreuzzugsgelübde leistete, ist unklar. Der Papst sah eigentlich aufgrund der nach dem Krieg der Barone weiter angespannten politischen Lage Eduards Anwesenheit in England als notwendig an. Nun aber war Eduard entschlossen, den Kreuzzug zu führen. Möglicherweise wollte er den Problemen in England entkommen, möglicherweise fühlte er sich auch in seiner Ehre gekränkt, da nicht nur der französische König, sondern auch dessen Söhne einen Kreuzzug unternehmen wollten. Somit wollten mit Eduard und Edmund sogar beide Söhne des englischen Königs zum Kreuzzug aufbrechen.

#### Reise nach Tunis und weiter ins Heilige Land
Da nach dem langen Bürgerkrieg sowohl die Finanzierung wie auch die Rekrutierung von Soldaten für den Kreuzzug schwierig war, verließ Eduard im Sommer 1270 mit nur einem relativ kleinen Heer England, um ins Heilige Land zu reisen. Er wollte sich jedoch mit dem Kreuzfahrerheer des französischen Königs vereinen. Als Eduard aber mit seinen Truppen das französische Heer bei Tunis erreichte, war Ludwig IX. von Frankreich an einer Seuche gestorben, die auch zahlreiche weitere französische Soldaten befallen hatte. Die Franzosen schlossen deshalb am 1. November einen Waffenstillstand und mussten sich nach Sizilien zurückziehen, wo die Franzosen den Kreuzzug abbrachen. Eduard reiste dagegen 1271 mit seinem Kontingent weiter nach Akkon. Dort angekommen musste er jedoch erkennen, dass er mit seinen wenigen Kreuzfahrern gegen die militärisch überlegenen Mameluken wenig ausrichten konnte.

#### Ende des Kreuzzugs und Attentat auf Eduard
Nachdem König Hugo I. von Jerusalem im Mai 1272 einen zehnjährigen Waffenstillstand mit den Mameluken geschlossen hatte, trat das englische Kreuzfahrerheer die Rückreise an. Eduard selbst blieb noch in Akkon, wo er im Juni 1272 durch einen Anschlag lebensgefährlich verletzt wurde. Der Attentäter war Eduard anscheinend vertraut gewesen, da er ihm ein Gespräch unter vier Augen gewährt hatte. Bei dem Gespräch griff der Attentäter Eduard mit einem vergifteten Dolch an. Eduard konnte den Angriff abwehren und den mutmaßlichen Assassinen töten, doch wurde er dabei am Arm verwundet. Wie Eduard diese Verletzung überlebte, wird unterschiedlich berichtet. Der Großmeister des Templerordens soll vergeblich versucht haben, die Wunde mit einem speziellen Stein zu heilen. Wahrscheinlich begann sich die Wunde zu entzünden und wurde schließlich von einem englischen Arzt behandelt, der das betroffene Fleisch aus dem Arm schnitt. Nach einer späteren Legende soll Eduards Frau Eleonore das Gift aus der Wunde gesaugt haben, nach anderen Angaben tat dies Eduards enger Freund Otton de Grandson. Dies wird jedoch in keiner der zeitgenössischen Quellen erwähnt, die berichten, dass die klagende Eleonore vor der Operation aus dem Raum geführt werden musste. Am 24. September 1272 trat Eduard schließlich die Heimreise an.
Der Kreuzzug Eduards war gekennzeichnet von Übereifer und gleichzeitigem Bewusstsein der begrenzten Mittel. Militärisch hatte sich Eduard passenderweise zurückgehalten, doch die Kosten des Kreuzzugs hatte er falsch eingeschätzt. Die vorhandenen Gelder reichten nur bis zur Ankunft Eduards in Akkon, so dass er sich danach Gelder von italienischen Kaufleuten und anderen Geldgebern leihen musste. Die Kaufleute der Riccardi aus Lucca liehen ihm allein während der Rückreise über £ 22.000. Insgesamt hatte der Kreuzzug wohl über £ 100.000 gekostet und war damit ein extrem teures Abenteuer, durch das militärisch nur wenig erreicht worden war. Eduards Versuche, die Unterstützung der Mongolen gegen die Mameluken zu erhalten, waren erfolglos geblieben und seine eigenen militärischen Aktionen waren für die Mameluken nur Nadelstiche gewesen. Die gemeinsame Expedition ins Heilige Land hatte aber dazu geführt, dass zwischen zahlreichen Kreuzfahrern auch nach Ende des Kreuzzugs enge, gute Kontakte bestanden. Eduard selbst hatte das Vertrauen einer Reihe von Baronen wie John de Vescy, Luke de Tany, Thomas de Clare oder Roger de Clifford gewonnen, die ihm fortan treu dienten.

#### Rückreise vom Kreuzzug

Wappen Eduards I., König von England

Während der Rückreise von Akkon erfuhr Eduard auf Sizilien, dass sein Vater gestorben war. Anstatt nun jedoch rasch nach England zurückzukehren und dort die Herrschaft anzutreten, reiste Eduard gemächlich durch Italien nach Frankreich. Unterwegs besuchte er Papst Gregor X., der vor seiner Wahl zum Papst ebenfalls in Akkon gewesen war, wo ihn Eduard getroffen hatte. Danach reiste er weiter nach Savoyen, wo er Graf Philipp I., einen Onkel seiner Mutter besuchte. Dort traf er auch mehrere englische Magnaten, die ihrem neuen König entgegengereist waren, darunter Edmund, 2. Earl of Cornwall sowie die Bischöfe John le Breton, Nicholas of Ely, Godfrey Giffard und Walter of Bronescombe. Eduard war in der neuen, stark befestigten Burg von Saint-Georges-d’Espéranche zu Gast, die später mit als Vorbild für die von ihm erbauten Burgen in Wales diente. Auf ihrer Weiterreise lud Peter de Châtelbelin, ein Sohn Johanns von Chalon, die Engländer in Chalon-sur-Saône zu einem Turnier ein. Dabei kam es im Buhurt zu schweren Kämpfen zwischen den Engländern und Burgundern. Peter de Châtelbelin soll Eduard höchst unritterlich in den Nacken gefasst haben, um ihn vom Pferd zu ziehen. Eduard konnte dies abwehren und revanchierte sich, indem Peter sich schließlich nicht ihm, sondern einem einfachen Ritter ergeben musste. Dieser kleine Krieg von Chalons hatte jedoch keine weiteren Folgen, und die Engländer konnten ihre Reise fortsetzen. Ende Juli 1273 erreichte Eduard Paris, wo er dem französischen König Philipp III. für das Herzogtum Aquitanien huldigte. Anschließend reiste er in die Gascogne, wo ihm die französischen Barone als Herzog von Aquitanien huldigten. Als der mächtige Baron Gaston de Béarn, der ursprünglich ebenfalls am Kreuzzug teilnehmen wollte, nicht zur Huldigung erschien, führte Eduard einen raschen Feldzug gegen ihn und nahm ihn gefangen. Erst im späten Frühjahr 1274 verließ Eduard die Gascogne. Durch Frankreich reiste er nach Norden, überquerte den Ärmelkanal und erreichte am 2. August 1274 Dover. Damit war Eduard erst fast zwei Jahre nach dem Tod seines Vaters nach England zurückgekehrt. Dennoch war dies die erste unangefochtene Thronbesteigung seit der normannischen Eroberung.

## Die Regierung von Eduard I. bis 1290

### Eduard als Gesetzgeber
Als Eduard 1274 nach England zurückkehrte, kümmerte er sich zunächst um die abschließenden Vorbereitungen für seine Krönung, die am 19. August 1274 durch Erzbischof Robert Kilwardby in Westminster Abbey stattfand. Dabei kam es mit seinem Bruder Edmund zu einem Streit über dessen Rolle als Steward of England bei der Zeremonie, so dass Edmund der Krönung vermutlich fernblieb. Auch zwischen den Erzbischöfen von Canterbury und York kam es über deren Vorrangstellung zu einem Streit, der dazu führte, dass Erzbischof Walter Giffard von York von der Zeremonie ausgeschlossen wurde. Die eigentliche Krönung verlief dann wie vorgesehen und wurde von außergewöhnlich prächtigen Feierlichkeiten begleitet. Nach der Krönung ernannte Eduard seinen Vertrauten Robert Burnell zum neuen Kanzler, dazu ernannte er weitere neue Minister und hochrangige Beamte. Am 11. Oktober 1274 befahl er eine Erfassung der königlichen Ländereien, die vor März 1275 abgeschlossen wurde. Zwar sind nur wenige Berichte dieser Erfassung, die sogenannten Hundred Rolls, erhalten, doch sie belegen den großen Umfang der Erfassung. Die Erfasser konnten dabei aber weniger Fälle als erhofft aufdecken, in denen Barone widerrechtlich königliche Besitzungen und Rechte in Beschlag genommen hatten. Stattdessen wurden zahlreiche Beispiele für Amtsmissbrauch von Beamten und Richtern angezeigt, doch da dies nicht der Grund für die Erfassung gewesen war, wurden keine Gerichtskommissionen gebildet, um diese Missbräuche zu ahnden. Wegen des enormen Umfangs der Rückmeldungen war die Erfassung wohl nur begrenzt nutzbar. Die Ergebnisse der Hundred Rolls flossen jedoch in das während des Parlaments im April 1275 erlassene Erste Statut von Westminster ein. Neben diesem Statut erließ Eduard als König noch eine Reihe weiterer Statuten bzw. Gesetze, darunter 1278 das Statut von Gloucester, 1279 das von Mortmain, 1283 das von Acton Burnell, 1285 das Zweite Statut von Westminster und das Statut von Winchester. 1285 folgte das Statute of Merchants, 1290 Quia emptores sowie Quo Warranto. Ein Schwerpunkt dieser Gesetze waren Regeln für den Grundbesitz. Der erste Artikel des Ersten Statuts von Westminster, De donis conditionalibus, befasste sich mit der häufigen Beschwerde, dass häufig die präzisen Bestimmungen missachtet würden, mit denen Landbesitz an Pächter und Vasallen vergeben wurde. Das 1290 erlassene Quia emptores regelte, dass bei der Übertragung eines Lehens auf einen neuen Lehensnehmer der neue Besitzer auch die gleichen feudalen Pflichten wie seine Vorgänger übernahm. Dazu regelte das Gesetz die Rechte von Pächtern und schützte sie vor ungerechtfertigter Pfändung ihres Besitzes. Das Gesetz stärkte jedoch auch die Rechte der Grundbesitzer gegenüber aufsässigen Pächtern. Das Zweite Statut von Westminster ermöglichte den Grundbesitzern, einfacher gegen betrügerische Vögte vorzugehen. Das Statut von Mortmain war vermutlich das politischste Gesetz, das Eduard erließ. Vor dem Hintergrund seines Streits mit Erzbischof Pecham erneuerte der König eine Regelung der 1259 erlassenen Provisions of Westminster, nach der Landschenkungen an die Kirche der königlichen Genehmigung bedurften. Die Behandlung von Schulden waren das Thema des Statuts von Acton Burnell, das durch das Statute of Merchants ergänzt wurde. Durch diese Gesetze wurde Kaufleuten ermöglicht, ihre Schuldner registrieren zu lassen. Sollte ein Schuldner seine Schulden nicht rechtzeitig zurückzahlen, drohte ihm Gefängnis und schließlich Enteignung. Das Zweite Statut von Westminster befasste sich mit der Einhaltung von Gesetz und Ordnung und erneuerte das Recht des Waffenbesitzes. Für die Städte wurde bestimmt, wer für die Bewachung und für die Aufsicht innerhalb der Mauern zuständig war. Dazu regelte es, dass die Hundreds, eine Unterteilung der Grafschaften, für die Anklageerhebung bei Verbrechen verantwortlich waren. Dazu wurde angeordnet, dass die Straßen breit und die Ränder frei von Unterholz sein sollten, damit Straßenräuber sich darin nicht verstecken konnten.
Diese zahlreichen Gesetze zeigen, dass der König intensives Interesse an der Gesetzgebung hatte, und in Erinnerung an den oströmischen Kaiser Justinian, der die Gesetzessammlung Corpus iuris civilis zusammenstellen ließ, wurde Eduard I. im 19. und frühen 20. Jahrhundert als englischer Justinian bezeichnet. Eduard verfolgte aber offensichtlich nicht die Vision, das Rechtssystem grundlegend zu reformieren. Die von ihm erlassenen Gesetze sollten stattdessen das komplexe System des Common Law ergänzen, wo es notwendig schien. Inwieweit der König selbst an der Formulierung der Gesetze beteiligt war, ist nicht nachzuvollziehen. Aufgrund seiner Erfahrungen mit den Reformbemühungen der Barone in den 1250er und 1260er Jahren hatte er sicher ein persönliches Interesse an der Gesetzgebung, doch die Ausarbeitung der Details überließ er sicher den Fachleuten der königlichen Kanzlei. Der Ausbau der königlichen Zentralverwaltung führte zu einer zunehmenden Spezialisierung der Verwaltung. Von der Curia Regis, der königlichen Ratsversammlung, sonderten sich die großen zentralen Gerichte, der Court of King’s Bench und der Court of Common Pleas ab.

### Verhältnis zur Kirche und zur Justiz
Nachdem John Pecham 1279 Erzbischof von Canterbury geworden war, kam es zwischen dem König und dem Primas der englischen Kirche zu mehreren Konflikten. Pecham verkündete noch im selben Jahr auf einer Synode in Reading, dass er kirchliche Reformen umsetzen wolle. Dabei griff er auch königliche Beamte an, die anstelle eines Gehalts häufig mit kirchlichen Pfründen versorgt wurden. Damit stellte er das traditionelle Recht des Königs zur Vergabe von kirchlichen Pfründen in Frage. Während des Parlaments im Herbst 1279 wurde der Erzbischof deshalb gezwungen, den Umfang seiner Reformen zu begrenzen. Dennoch exkommunizierte Pecham weiterhin königliche Beamte, die mehrere Pfründen zugleich innehatten und damit gegen kanonisches Recht verstießen. Pechams Haltung wurde 1281 durch ein in Lambeth tagendes Konzil gestärkt, das beschloss, weitere Kirchenreformen durchzuführen. In einem langen Brief an den König wies Pecham diesen auf seine Aufgabe als christlichen König hin, die Kirche in England gemäß der allgemeinen Regeln der Christenheit zu schützen. Nachdem schon 1280 dem Parlament zahlreiche Beschwerden der Geistlichkeit gegenüber königlichen Beamten vorgelegt worden waren, kam es 1285 zu weiteren Beschwerden, vor allem von Geistlichen aus der Diözese Norwich. Die Krone vertrat dagegen die Auffassung, dass sich in dieser Diözese geistliche Gerichte widerrechtlich in weltliche Belange einmischen würden. Da der König nun jedoch nach Frankreich reisen wollte, wies er 1286 den königlichen Richter Richard of Boyland an, gegenüber den Geistlichen in der Diözese Norwich besonders rücksichtsvoll zu handeln.
Als der König 1289 nach fast dreijähriger Abwesenheit in Frankreich nach England zurückkehrte, wurden gegen zahlreiche Beamte und Richter Beschwerden vorgebracht. Der König ernannte daraufhin eine Kommission, die die Beschwerden sammeln sollte. Insgesamt wurden etwa 1000 Beamten und Richtern Vergehen und Amtsmissbrauch vorgeworfen. Dem Chief Justice of the Common Pleas, Thomas Weyland, wurde beispielsweise vorgeworfen, zwei Mörder gedeckt zu haben. Daraufhin flüchtete er ins Kirchenasyl, aus dem er sich jedoch später ergeben musste. Der König zwang ihn, ins Exil zu gehen. Auch Ralph de Hengham, dem Chief Justice of the King’s Bench, wurden Vergehen vorgeworfen. Zahlreiche Richter und Beamte wurden entlassen, doch insgesamt urteilte der König gegen seine Beamten eher milde und verhängte fast nur Geldstrafen. Auch Hengham stand später wieder in der Gunst des Königs.

### Die Eroberung von Wales

#### Ausgangslage
Durch den Vertrag von Montgomery hatte Eduard 1267 den Verlust des Großteils seiner walisischen Besitzungen anerkannt. Als König musste er sich jedoch nach seiner Rückkehr vom Kreuzzug 1274 erneut um die Beziehungen zu den walisischen Fürsten kümmern. Llywelyn ap Gruffydd, der im Vertrag von Montgomery als Fürst von Wales anerkannt worden war, erfasste nicht, wie sich die politische Lage in England nach dem Tod von Heinrich III. verändert hatte. Er weigerte sich, dem neuen König zu huldigen und führte weiter einen Grenzkrieg gegen die Marcher Lords, weshalb er mit dem Bau von Dolforwyn Castle begann. Dazu hielt er an seinem Plan fest, Eleanor, die Tochter des Rebellenführers Simon de Montfort zu heiraten. Gegen seine Vormacht in Wales rebellierten 1274 sein eigener Bruder Dafydd ap Gruffydd sowie Fürst Gruffydd ap Gwenwynwyn. Deren Revolte scheiterte jedoch und sie mussten nach England flüchten. Nachdem Llywelyn mehrmals der Aufforderung, Eduard I. zu huldigen, nicht nachgekommen war, wurde ein Krieg unvermeidlich.

#### Der Feldzug von 1276 bis 1277
Im Herbst 1276 beschloss Eduard I., einen Feldzug gegen Wales zu führen. Im Sommer 1277 bot er ein über 15.000 Mann starkes Feudalheer auf, mit dem er von Chester entlang der Küste von Nordwales nach Deganwy zog. Zugleich landete eine englische Flotte auf der Insel Anglesey, wo englische Erntehelfer die Getreideernte einbrachten. Bedroht von einer Hungersnot und angesichts der überwältigenden militärischen Überlegenheit der Engländer musste Llywelyn sich ergeben und im Vertrag von Aberconwy weitreichende Zugeständnisse machen. Neben Gebietsabtretungen, von denen ein Teil Dafydd ap Gruffydd erhielt, sollte Llywelyn ap Gruffydd eine hohe Strafe von £ 50.000 zahlen, die allerdings nie ernsthaft eingetrieben wurde. Obwohl Eduard I. dem walisischen Fürsten letztlich seinen Rang beließ und ihm schließlich auch die Heirat mit Eleonor de Montfort erlaubte, blieb das Verhältnis angespannt. Dazu trugen vor allem die strengen englischen Beamten und Richter bei, die nach dem Krieg in Wales tätig waren und den Unmut der Waliser erregten. Dazu kam es über die Zugehörigkeit von Arwystli, das sowohl von Fürst Llywelyn wie auch von Gruffydd ap Gwenwynwyn beansprucht wurde, zum Streit.

#### Die Eroberung von Wales von 1282 bis 1283

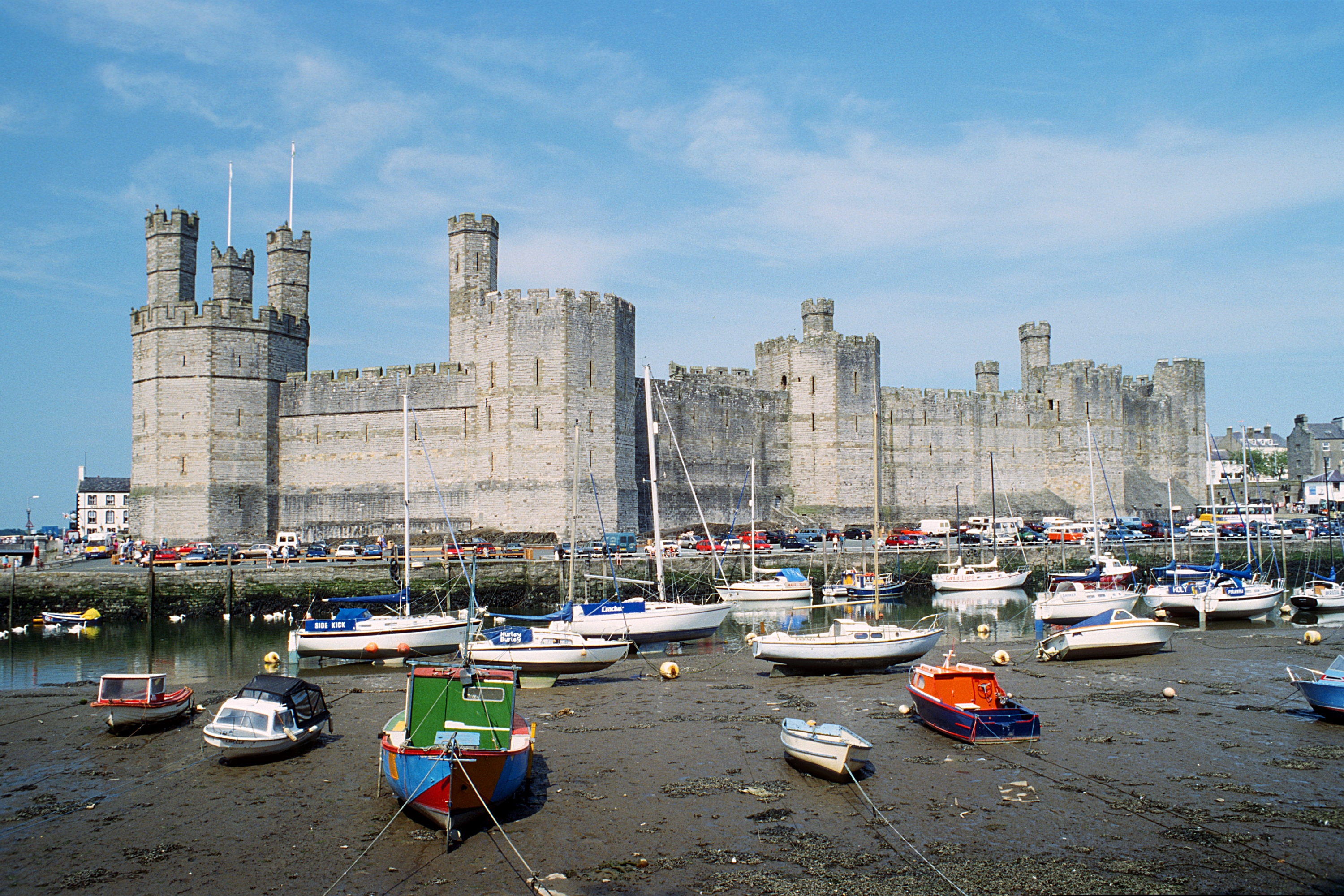
Caernarfon Castle, eine der von Eduard I. errichteten Burgen in Wales

Trotz der angespannten Lage wurden die Engländer überrascht, als Dafydd ap Gruffydd am 21. April 1282 Hawarden Castle angriff und damit das Signal für einen landesweiten Aufstand der Waliser auslöste. Fürst Llywelyn übernahm rasch die Führung des Aufstands, durch den die Engländer wieder aus weiten Teilen von Wales vertrieben werden sollten. Noch im April beschloss Eduard I. daraufhin auf einer Ratsversammlung in Devizes, Wales vollständig zu erobern. Dabei sollte das englische Hauptheer erneut in Nordwales vorrücken, während kleinere Armeen von Mittel- und Südwales angriffen. Für sein Heer zog der König nicht nur Truppen aus England, sondern auch aus Irland und der Gascogne zusammen. Erneut eroberte eine englische Flotte Anglesey, und bis Herbst 1282 war Snowdonia, das Kernland des Reiches von Fürst Llywelyn, von englischen Truppen umzingelt. Llywelyn machte daraufhin mit einer kleinen Streitmacht einen Vorstoß nach Mittelwales, wo er im Gefecht von Orewin Bridge fiel. Dafydd übernahm nun die Führung der Waliser, konnte aber gegen die weit überlegenen Engländer, die ihren Vormarsch in Snowdonia fortsetzten, wenig ausrichten. Im April 1283 wurde Castell y Bere als letzte walisische Burg erobert, und im Juni wurde der flüchtige Dafydd mit seinen letzten Getreuen gefangen genommen. Er wurde nach Shrewsbury gebracht, wo er als Verräter verurteilt und hingerichtet wurde.

#### Der Aufbau der englischen Herrschaft in Wales
Im eroberten Wales setzte Eduard I. nun eine englische Verwaltung ein, was im Statute of Rhuddlan 1284 gesetzlich geregelt wurde. Fast alle walisischen Lords, die Fürst Llywelyn unterstützt hatten, verloren ihre Herrschaften, die Eduard zum Teil unter seinen englischen Magnaten verteilte. Zur Sicherung seiner Eroberung weitete Eduard sein Burgenbauprogramm in Wales aus, dazu gründete er eine Reihe von Boroughs, die nur von Engländern bewohnt werden durften. 1287 kam es in Wales zur Rebellion des walisischen Lords Rhys ap Maredudd. Dieser hatte als walisischer Lord bislang auf der Seite der Engländer gestanden und durfte deshalb nach der Eroberung von Wales seine Herrschaft behalten. Rhys ap Maredudd fühlte sich aber vom König nicht angemessen für seine Unterstützung belohnt, und als er zunehmend von englischen Beamten schikaniert wurde, begann er 1287 eine offene Rebellion mit ausgedehnten Raubzügen. Da Rhys während der Eroberung von Wales auf Seiten der Engländer gestanden hatte, erhielt er von den übrigen Walisern fast keine Unterstützung. Edmund of Lancaster konnte deshalb als Regent für den in der Gascogne weilenden König die Rebellion leicht niederschlagen. Im September 1287 wurde Dryslwyn Castle, der Hauptsitz von Rhys ap Maredudd erobert. Danach konnte dieser Ende des Jahres überraschend Newcastle Emlyn erobern, das daraufhin im Januar 1288 zurückerobert wurde. Erneut konnte Rhys jedoch flüchten. Er wurde erst 1292 gefasst und als Verräter hingerichtet.
Wesentlich gefährlicher für die englische Herrschaft war der walisische Aufstand, der 1294 weite Teile von Wales erfasste. Die hohen Steuern, eine strenge englische Verwaltung und massive Truppenaushebungen für den Krieg mit Frankreich führten dazu, dass der Aufstand von zahlreichen Walisern unterstützt wurde. Der König setzte sein Heer, das er für den Krieg mit Frankreich in Südengland zusammengezogen hatte, nun zur Niederschlagung des Aufstands ein. Gegen diese militärische Übermacht konnten die Waliser erneut wenig ausrichten, so dass der Aufstand schließlich bis Sommer 1295 niedergeschlagen werden konnte. Der König unternahm anschließend eine triumphale Rundreise durch Wales und verhängte über die walisischen Gemeinden hohe Strafen. Der Feldzug kostete aber die stattliche Summe von etwa £ 55.000 und verzögerte die Entsendungen von englischen Verstärkungen nach Südwestfrankreich um ein Jahr.

### Die Reform der königlichen Finanzen 1275 bis 1289

#### Erfolgreiche Maßnahmen zur Einnahmensteigerung

Nach der Münzreform um 1280 in Bristol geprägter Penny Eduards

Zu Beginn seiner Herrschaft befand sich Eduard I. in einer schwierigen finanziellen Situation. Sein Vater hatte ihm zerrüttete Finanzen hinterlassen, und Eduard selbst war durch die Kosten seines Kreuzzugs bei ausländischen Bankiers hoch verschuldet. Neben den Einkünften aus den königlichen Gütern konnte er als König über die Zolleinkünfte verfügen, während Steuern je nach Bedarf von den Parlamenten bewilligt werden mussten. Eduard versuchte deshalb ab 1275 durch mehrere Maßnahmen seine Einkünfte zu erhöhen. Im April 1275 beschloss das Parlament einen Zoll von sechs Shilling und acht Pence auf jeden exportierten Wollsack. Dieser Zoll erbrachte jährlich etwa £ 10.000. Da dies immer noch nicht ausreichte, gewährte das Parlament im Oktober 1275 eine Steuer auf den fünfzehnten Teil der beweglichen Güter, die über £ 81.000 einbrachte. Dazu ergriff der König Maßnahmen, um seine Finanzverwaltung zu verbessern. Für das Schatzamt wurden neue Vorschriften erlassen, und dazu ernannte der König drei Beamte, die anstelle der lokalen Sheriffs für die Verwaltung der königlichen Güter verantwortlich sein sollten. Diese Maßnahme traf natürlich auf den Widerstand der Sheriffs und bewährte sich letztlich nicht. Deshalb wurde sie nach drei Jahren wieder aufgegeben. Dagegen bewilligten die englischen Geistlichen 1279 dem König eine zeitweilige Steuer auf ihre Einkünfte. Die Geistlichen der Kirchenprovinz Canterbury gewährten ihm für drei Jahre eine Steuer des Fünfzehnten und die Geistlichen der Kirchenprovinz York gewährten ihm 1280 für zwei Jahre einen Zehnten. Da die im Umlauf befindlichen Silbermünzen durch Gebrauch und durch Beschneiden an Wert verloren hatten, entschloss sich der König Anfang 1279 zu einer Münzreform. Dafür wurden zahlreiche ausländische Facharbeiter angeworben und lokale Münzstätten wieder eingerichtet. Die Münzstätten blieben bis Ende der 1280er Jahre in Betrieb, doch alleine bis 1281 wurden Silbermünzen im Wert von mindestens £ 500.000 neu geprägt. Die Münzreform erwies sich als erfolgreich, denn obwohl die neuen Münzen ein leicht geringeres Gewicht als die alten Münzen hatten, wurden sie höher im Wert gehandelt als die bisherigen. Um 1300 wurden jedoch zunehmend Falschmünzen entdeckt, die wohl aus dem Ausland kamen.

#### Hohe finanzielle Belastungen durch die Kriege des Königs
Trotz dieser Erfolge wurden die königlichen Finanzen durch die zahlreichen Kriege des Königs erheblich belastet. Für den ersten Feldzug gegen Wales 1277 wurde noch keine Steuer erhoben, da die Regierung nicht kurz nach der 1275 erhobenen Steuer eine neue Steuer erheben wollte. Der walisische Aufstand von 1282 kam so unerwartet, dass kein Parlament zusammengerufen werden konnte, um eine Steuer zu beschließen. Deshalb wurde der Feldzug zunächst durch Kredite in Höhe von £ 16.500 finanziert, die die englischen Städte dem König gewährt hatten. Diese Kredite reichten jedoch bei weitem nicht aus. Im Januar 1283 wurden regionale Parlamente in York und Northampton einberufen, die dem König eine Steuer des Dreißigsten gewährten. Weitere Kredite kamen von dem Bankhaus Riccardi, und weitere italienische Banken gewährten dem König etwa £ 20.000 weitere Kredite. Die Probleme bei der Kriegsfinanzierung flossen in das Statut von Rhuddlan 1284 ein. Das Gesetz sah eine Vereinfachung der Buchführung des Schatzamtes vor, indem alte Kredite nicht ständig neu in den Pipe Rolls aufgeführt werden mussten. Die hohen Schulden zwangen den König dennoch, Beauftragte in die Grafschaften zu schicken, um dort verstärkt offene Schulden des Königs einzutreiben. Der Court of Exchequer sollte dazu nur noch Prozesse des Königs und seiner Beamten und keine weiteren von Adligen behandeln. Diese Maßnahmen führten unter dem Adel zu Unmut und brachten dazu nur wenig Geld ein.

#### Die Vertreibung der Juden aus England
Eine weitere regelmäßige Einnahmequelle des Königs waren die Abgaben der jüdischen Bevölkerung, die in England dem König direkt unterstellt war. 1275 hatte der König ein Gesetz erlassen, das Wucherzinsen von jüdischen Geldverleihern verbot. Im Gegenzug erlaubte dieses Statute of Jewry den Juden, sich als Händler und als Kaufleute zu betätigen und unter Umständen sogar Land zu pachten. Während die Juden bisher hohe Steuern zahlen mussten und auch durch die Münzreform erhebliche finanzielle Einbußen erlitten hatten, wurden sie in den 1280er Jahren finanziell geschont. Der Papst hatte allerdings gegen das Statute of Jewry Einspruch erhoben, und 1285 gab es zunehmende Klagen, dass die Juden das Gesetz nicht einhalten würden, weiterhin als Geldverleiher tätig seien und dabei weiterhin Wucherzinsen erhoben. Dazu war in England Antisemitismus weit verbreitet. Während Eduards Frau Eleonore aktiv mit Juden Geschäfte betrieb und von der Eintreibung von Schulden, die sie von Juden übernommen hatte, erheblich profitierte, hatte Eduards Mutter Eleonore von der Provence 1275 erklärt, dass kein Jude auf ihren Ländereien leben dürfe. Dazu wurden Juden mehrfach des angeblichen Ritualmords beschuldigt, wie im Fall des 1255 gestorbenen Jugendlichen Hugh of Lincoln. Nachdem der König 1287 bereits die jüdische Bevölkerung aus der Gascogne vertrieben hatte, ließ er am 2. Mai 1287 auch alle Juden in England für verhaftet erklären. Die jüdischen Gemeinden sollten eine Strafe von £ 12.000 zahlen, doch tatsächlich kamen nur wenig mehr als £ 4000 zusammen. Schließlich befahl der König am 18. Juli 1290 die Vertreibung der Juden aus England. Zu diesem Zeitpunkt gab es etwa fünfzehn jüdische Gemeinden mit etwa 3000 Mitgliedern in England. Die Ausweisung der Juden wurde von den Zeitgenossen allgemein begrüßt, doch verlief sie ohne große Schwierigkeiten und auch ohne Pogrome. Nur vereinzelt gab es Berichte über Übergriffe, denn der König hatte den Juden sicheres Geleit zu den fünf Häfen gewährt. Dazu hatte er auch veranlasst, dass die Juden keine allzu hohen Gebühren für die Überfahrt zahlen mussten. Der König übernahm das jüdische Eigentum und auch die Schulden, die Christen noch bei jüdischen Gläubigern gehabt hatten. Die Häuser konnte er für etwa £ 2000 verkaufen, doch mit der Vertreibung verschloss er sich eine regelmäßige Einnahmequelle. Die Rolle der jüdischen Geldverleiher übernahmen italienische Bankiers wie die Riccardi, die jedoch diese Rolle nicht landesweit ausfüllen konnten und dem König auch keine Steuern zahlten. Nach der Vertreibung durften Juden nur noch vereinzelt in England leben. Erst 1656 wurde ihnen wieder die Ansiedlung erlaubt.

### Das Verhältnis des Königs zu seinen Magnaten
Die Macht von Eduard I. hing, wie bei allen mittelalterlichen Königen, vor allem von der Unterstützung seiner Magnaten ab. Sein Verhältnis zu einigen Magnaten war durchgehend gut, wie beispielsweise zu Henry de Lacy, 3. Earl of Lincoln, der ein wichtiger Freund und Verbündeter war, oder zu den Baronen wie Roger de Clifford. Zum mächtigen Gilbert de Clare, 6. Earl of Gloucester hatte der König dagegen bereits seit den 1260er Jahren ein spannungsreiches Verhältnis. Obwohl der König für seine mangelnde Großzügigkeit gegenüber den Baronen bekannt war, dienten ihm dennoch zahlreiche Ritter und Barone treu.

#### Eduards Manipulationen des Erbrechts
Eduard versuchte, aus Familienschicksalen Vorteile zu erzielen, wobei er nicht davor zurückschreckte, das Erbrecht zu seinen Gunsten auszulegen. Es widerstrebte ihm offenbar, die Erbfolge von bestehenden Earldoms zu bestätigen, und er schuf auch keine neuen Earlwürden. Nach dem Tod von Aveline, der Erbin des Count of Aumale 1274 unterstützte der König einen Schwindler, der den Titel beanspruchte. Diesem kaufte er gegen die jährliche Zahlung von nur £ 100 die angeblichen Rechte ab, womit er ein beträchtliches Erbe für die Krone erwarb. Auf Avelines Mutter, die verwitwete Countess of Devon übte er beträchtlichen Druck aus, damit sie ihre umfangreichen Besitzungen an die Krone verkaufte. Doch erst als sie 1293 auf dem Sterbebett lag, konnte sie von königlichen Beamten überzeugt werden, gegen die Zahlung von £ 6000 dem König die Isle of Wight und andere Besitzungen zu übergeben. Damit wurde der rechtmäßige Erbe Hugh de Courtenay praktisch enterbt. Ein anderer Fall war der Earl of Gloucester, als er 1290 die Königstochter Johanna von Akkon heiratete. Vor der Heirat musste er dem König seine Besitzungen übergeben und erhielt sie dann zusammen mit seiner Frau als Lehen zurück. Seine Erben sollten seine Kinder aus der Ehe mit Johanna von Akkon sein, während seine Töchter aus erster Ehe faktisch enterbt wurden. Eine ähnliche Regelung erreichte Eduard 1302, als der Earl of Hereford die Königstochter Elizabeth heiratete. 1302 konnte der Earl of Norfolk überredet werden, seine Länder der Krone zu übergeben. Anschließend erhielt er sie mit der Bedingung zurück, sie strikt in männlicher Erbfolge zu vererben. Da er schon ein älterer Mann und bislang kinderlos war, bedeutete dies, dass seine Ländereien bei seinem Tod fast zwangsläufig an die Krone und nicht an seinen Bruder fielen. Auch als Alice de Lacy, eine Tochter des Earl of Lincoln 1294 Thomas of Lancaster, einen Neffen des Königs heiratete, überzeugte der König den Earl, den Großteil seiner Besitzungen dem König zu übergeben und sie als lebenslanges Lehen zurückzuerhalten. Dazu wurde eine Abmachung geschlossen, nach der die Besitzungen an die Krone und nicht an die rechtmäßigen Erben fallen sollten, falls Alice kinderlos sterben sollte. Durch diese Vereinbarungen umging der König mehrfach skrupellos das traditionelle Erbrecht. Die erworbenen Ländereien fielen jedoch nicht an das Krongut, sondern der König benutzte sie, um Mitglieder der königlichen Familie mit Ländereien auszustatten.

#### Das Verfahren Quo warranto
Die vom König durchgeführten Manipulationen des Erbrechts betrafen nur einige wenige Adelsfamilien. Die von ihm zwischen 1278 und 1290 veranlasste Überprüfung der Gerichtsbarkeiten, bei denen die Landbesitzer schriftliche Nachweise, sogenannte Writs of Quo Warranto (deutsch mit welcher Befugnis), vorlegen sollten, betraf jedoch fast alle Adligen. Die 1274 durchgeführte Hundred Roll-Untersuchung hatte ergeben, dass es oft Ungewissheit gab, ob die lokale Gerichtsbarkeit, die viele Magnaten ausübten, überhaupt berechtigt war oder ob nicht königliche Gerichte zuständig waren. Zunächst wollte der König die Ansprüche der Magnaten durch das Parlament überprüfen lassen, doch vor Ostern 1278 wurde klar, dass dieses Verfahren zu aufwändig und deshalb nicht zweckmäßig war. Während des Parlaments von Gloucester 1278 wurde deshalb ein neues Verfahren beschlossen. Diejenigen, die eine Gerichtsbarkeit beanspruchten, sollten ihre Ansprüche vor reisenden Richtern belegen. Die Krone konnte dazu Magnaten durch ein Quo Warranto direkt auffordern, ihre Ansprüche zu beweisen. Dies führte zu zahlreichen Prozessen, vor allem bei alten Besitzansprüchen aus der Zeit der normannischen Eroberung. Die Quo Warranto-Untersuchung stellte klar, dass es ein von der Krone verliehenes Privileg war, die lokale Gerichtsbarkeit auszuüben, doch es konnte keine Einigung erzielt werden, welche Nachweise dafür allgemein anerkannt wurden. Zahlreiche Fälle wurden durch die Gerichte vertagt, und nur in wenigen Fällen entzog die Krone Magnaten das Recht der lokalen Gerichtsbarkeit. Damit erwies sich auch dieses Verfahren letztlich als ineffektiv. Indem die Krone aber auf die konsequente Durchsetzung ihrer Ansprüche verzichtete, wurden wohl größere Konflikte mit den Magnaten vermieden. Als der König 1289 von seinem längeren Aufenthalt aus der Gascogne nach England zurückgekehrt war, befasste er sich mit den Problemen des Verfahrens. Er ernannte Gilbert of Thornton, der bislang einer der energischsten Anwälte des Königs gewesen war, zum chief justice of the king’s bench. Dieser übernahm nun zahlreiche bislang vertagte Verfahren, wobei er in zahlreichen Fällen auch jahrhundertelangen Landbesitz nicht als Ersatz für eine fehlende Urkunde ansah, die das Recht auf die Gerichtsbarkeit bestätigte. Daraufhin kam es während des Parlaments zu Ostern 1290 zu wütenden Protesten von zahlreichen Magnaten, worauf im Mai das Statut of Quo Warranto erlassen wurde. In diesem Gesetz wurde das Jahr 1189 als Stichtag festgesetzt. Wer keine Urkunde besaß, aber nachweisen konnte, dass seine Vorfahren die Ländereien vor 1189 besessen hatten, dem wurde die lokale niedere Gerichtsbarkeit bestätigt. Dennoch begannen Kronanwälte 1292 erneut, die Rechte zur Gerichtsbarkeit von Baronen zu überprüfen. Angesichts des drohenden Kriegs mit Frankreich, in dem der König die Unterstützung seiner Barone benötigte, untersagte der König schließlich 1294 weitere Verfahren.

### Die Außenpolitik Eduards I. bis 1290
Durch seinen Kreuzzug hatte Eduard I. sein Ansehen gegenüber den anderen europäischen Herrschern zweifelsfrei steigern können. Dabei wurde besonders anerkannt, dass er wesentlich länger als die anderen Führer des Kreuzzugs von 1270 im Heiligen Land geblieben war, obwohl der Kreuzzug offensichtlich militärisch gescheitert war. Trotz dieses Fehlschlags hatte Eduard I. noch lange die Hoffnung, einen zweiten Kreuzzug ins Heilige Land unternehmen zu können. 1287 legte er erneut ein Kreuzzugsgelübde ab. In diesem Zusammenhang muss seine kompromissbereite Außenpolitik zu Frankreich gesehen werden, denn ihm war klar, dass er England nur verlassen konnte, wenn die Sicherheit seines Reiches einschließlich der Besitzungen in Südwestfrankreich nicht bedroht war. Der Konflikt zwischen Karl von Anjou und den Königen von Aragón über das Königreich Sizilien verhinderte jedoch einen neuen Kreuzzug. Deshalb versuchte Eduard I. in den 1280er Jahren in dem Konflikt zu vermitteln. 1283 bot er sogar an, dass in Bordeaux, das zu seinen Besitzungen in Frankreich gehörte, ein Zweikampf als Gottesurteil zwischen Karl von Anjou und Peter III. von Aragón stattfinden könne, was jedoch nie umgesetzt wurde. 1286 konnte Eduard schließlich einen Waffenstillstand zwischen Frankreich und Aragon vermitteln, der jedoch nicht lange eingehalten wurde. 1288 schloss er mit Alfons III. von Aragón den Vertrag von Canfranc und vermittelte so die Freilassung von Karl II., dem Sohn und Nachfolger von Karl von Anjou, aus aragonischer Gefangenschaft. Für die Freilassung von Karl zahlte Eduard I. eine große Geldsumme und stellte hochrangige Geiseln, aber letztlich kam es zu keinem dauerhaften Frieden zwischen den Anjous und den Königen von Aragón. Weiter plante Eduard Heiratsallianzen mit Navarra, Aragón und mit dem deutschen König Rudolf I. von Habsburg, die jedoch allesamt aus verschiedenen Gründen scheiterten. Das einzige Heiratsbündnis, das er schließen konnte, war mit dem Herzogtum Brabant, dessen Erbe Johann 1290 Eduards Tochter Margaret heiratete. Eduard I. hoffte gar, dass die christlichen westeuropäischen Reiche sich mit den Mongolen verbünden würden, um gemeinsam die islamischen Reiche im Heiligen Land zu bekämpfen. Diese Idee war allerdings zu idealistisch, für die damalige Zeit viel zu ambitioniert und zu weitläufig. Letztlich war Eduards rege Diplomatie und sein Versuch, die westeuropäischen Reiche zu befrieden, um sie zu einem neuen Kreuzzug zu bewegen, Anfang der 1290er Jahre gescheitert. Mit der Eroberung von Akkon 1291 durch die Muslime und der kurz darauf folgenden Eroberung der letzten Reste des Königreichs Jerusalem wurde Eduards I. Traum von einem neuen Kreuzzug hinfällig.

### Die Herrschaft von Eduard I. in der Gascogne
Schon unter Eduards Vater Heinrich III. war England zum Hauptteil des angevinischen Reiches geworden, während die verbliebenen französischen Besitzungen zum Nebenland wurden. Während Eduards Herrschaft setzte sich diese Entwicklung fort. Allerdings hatte die Gascogne für Eduard I. eine besondere Bedeutung, vielleicht, weil er dort von 1254 bis 1255 erstmals, wenn auch beschränkt, selbständig herrschen durfte. Anfang der 1260er Jahre besuchte er mindestens zweimal, vielleicht sogar dreimal die Gascogne, und nach seiner Rückkehr vom Kreuzzug reiste er zuerst nicht nach England, sondern in die Gascogne. Dort musste er den mächtigen Baron Gaston de Béarn unterwerfen. Gastons Tochter hatte Henry of Almain geheiratet, womit seine Bindung an die englischen Könige gefestigt werden sollte. Mit der Ermordung von Henry of Almain 1271 war das Heiratsbündnis jedoch hinfällig geworden, und Gaston weigerte sich nun, vor dem Gericht des englischen Seneschalls der Gascogne zu erscheinen. Auch als Eduard I. nach seinem Kreuzzug im Herbst 1273 selbst in die Gascogne kam, weigerte sich Gaston, ihm Hommage zu leisten. Eduard I. ging nun zurückhaltend und streng nach geltendem Recht gegen Gaston vor, um diesem keine Rechtfertigung zu geben, sich an den französischen König als Oberherrn der Gascogne zu wenden. Schließlich konnte er Gaston militärisch unterwerfen, doch dennoch ging der Rechtsstreit weiter. Tatsächlich nutzte Gaston die Stellung der Gascogne als französisches Lehen aus und wandte sich an das Parlement in Paris. Erst 1278 wurde eine Einigung erzielt, und danach blieb Gaston ein gehorsamer Vasall.
Bei seinem Aufenthalt in der Gascogne 1274 ließ Eduard I. eine Erhebung der feudalen Pflichten des Adels gegenüber dem König als Herzog von Aquitanien erstellen. Diese war noch nicht abgeschlossen, als er nach England weiterreiste, doch verdeutlicht sie den Wunsch Eduards, seine Herrschaft zu reorganisieren und zu festigen. Die Bedeutung, die er der Gascogne zumaß, wird wieder 1278 deutlich, als er zwei seiner bedeutendsten Ratgeber und Vertraute, Kanzler Robert Burnell und der aus Savoyen stammende Otton de Grandson in die Gascogne schickte. Dort sollten sie Vorwürfe gegen den Seneschall Luke de Tany untersuchen. Tany wurde durch den aus Savoyen stammenden Jean de Grailly abgelöst. Im Herbst 1286 reiste Eduard erneut selbst in die Gascogne, wo er energisch versuchte, Probleme in der Verwaltung der Region zu lösen. Er ließ die feudalen Pflichten im Agenais untersuchen und gewährte mehreren neuen Städten, den sogenannten Bastiden, eine Charter. Die jüdische Bevölkerung wurde vertrieben sowie Landbesitz für den König erworben. Im März 1289, kurz vor seiner Rückkehr nach England, erließ Eduard I. in Condom eine Reihe von Anordnungen zur Verwaltung des Herzogtums. In diesen wurden die Aufgaben und Rechte des Seneschalls und des Constable von Bordeaux genau bestimmt sowie die Besoldung von Beamten geregelt. Für die einzelnen Provinzen, die Saintonge, das Périgord, das Limousin, das Quercy und das Agenais wurden spezielle Vorschriften erlassen, die auf regionale Belange Rücksicht nahmen. Durch die Stellung der Gascogne als Lehen des französischen Königs waren Eduards Möglichkeiten allerdings begrenzt, so dass er nicht versuchte, die Verwaltung der Gascogne der Verwaltung seiner anderen Länder anzupassen. Er setzte sich aber entschlossen dafür ein, die Verhältnisse und die Ordnung der Gascogne durch klare Regeln zu verbessern.

## Die Regierung von Eduard I. ab etwa 1290
Der König musste am 28. November 1290 nicht nur den Tod seiner geliebten Frau Eleonore betrauern, sondern 1290 starb auch der Treasurer John Kirkby. Zwei Jahre später starb der langjährige Kanzler Robert Burnell. In der Folge musste der König neue Mitglieder seiner Regierung ernennen, deren Charakter sich dadurch wesentlich änderte.

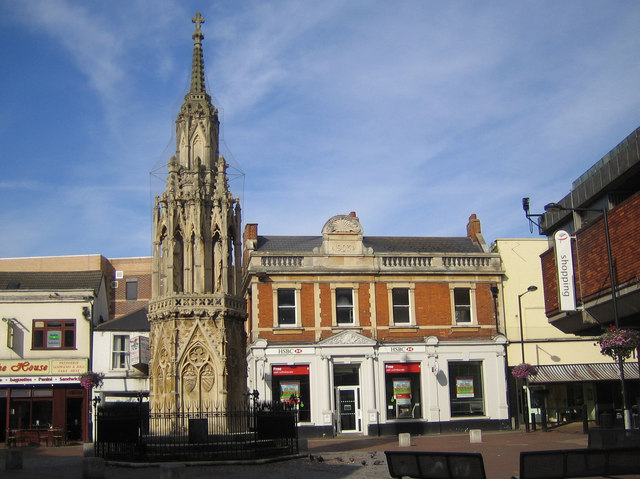
Das Eleanor-Cross in Waltham, eines der zwölf Kreuze, die Eduard zum Andenken an seine verstorbene erste Ehefrau errichten ließ

### Finanzielle Probleme und umstrittene Steuern 1290 bis 1307

#### Zunehmende Besteuerung der Bevölkerung und der Geistlichkeit
Als Eduard nach fast drei Jahren Aufenthalt in der Gascogne im August 1289 nach England zurückkehrte, sah er sich neuen finanziellen Problemen gegenüber. Für den Aufenthalt in Südwestfrankreich hatte er neue Schulden aufnehmen müssen, so dass er im April 1290 zunächst das Parlament bitten wollte, anlässlich der Heirat seiner Tochter Johanna mit dem Earl of Gloucester eine Feudalabgabe erheben zu dürfen. Diese Abgabe anlässlich der Hochzeit der ältesten Königstochter war alter Brauch, doch wurden nur relativ geringe Einnahmen erwartet. Deshalb wurde der Plan wieder fallengelassen. Stattdessen berief er für den 15. Juli das Parlament einschließlich der Knights of the Shire nach Westminster, damit sie ihre Zustimmung für eine Steuer auf den Fünfzehnten gaben. Im Gegenzug ließ er im selben Jahr die jüdische Bevölkerung aus England vertreiben, was auf breite Zustimmung stieß. Die Steuer des Fünfzehnten brachte stattliche £ 116.000 ein, dazu gaben auch die Geistlichen beider Kirchenprovinzen ihre Zustimmung auf einen Zehnten der Kircheneinkünfte. Damit hatte Eduard I. zunächst ausreichenden finanziellen Spielraum, doch die Kosten für den Krieg mit Frankreich ab 1294, zur Niederschlagung des walisischen Aufstands von 1294 bis 1295 und für den Krieg mit Schottland ab 1296 überstiegen bald wieder die Einnahmen. Erschwerend kam hinzu, dass das Bankhaus Riccardi, denen der König über £ 392.000 schuldete, faktisch bankrott war. Um die Kosten für die Kriege aufbringen zu können, bewilligten die Parlamente 1294, 1295 und 1296 neue Steuern, deren Erträge jedoch rasch sanken. Als der König 1297 um die Bewilligung einer Steuer des Achten bat, traf er auf heftigen Widerstand, bis ihm im Herbst die Erhebung eines Neunten gewährt wurde. Die Geistlichen waren noch weniger entgegenkommend. 1294 presste ihnen der König unter Androhung der Ächtung die Hälfte ihrer Einkünfte ab, 1295 einen Zehnten. Als der König 1296 von den Geistlichen eine neue Steuer forderte, verweigerte Erzbischof Robert Winchelsey auf einem Konzil in Bury St Edmunds unter Berufung auf die päpstliche Bulle Clericis laicos seine Zustimmung. Mit dieser Bulle hatte Papst Bonifatius VIII. die Besteuerung der Geistlichkeit durch weltliche Herrscher untersagt, wobei er beabsichtigte, die Könige von Frankreich und England zu treffen, damit diese den Krieg zwischen den beiden Reichen beenden mussten. Eduard I. ächtete angesichts des Widerstands Anfang 1297 die Geistlichen und trieb von ihnen Bußgelder in Höhe der von ihm erwarteten Steuer ein.

#### Einführung einer Wollsteuer und weitere Steuern
Um die weiteren Kriegskosten zu decken, plante der König, 1294 die englische Wolle zu beschlagnahmen und dann selbst mit Gewinn im Ausland zu verkaufen. Dies führte zum Protest der Kaufleute, die um ihre Einkünfte fürchteten und stattdessen einen Zoll von 40 Shilling pro Sack, den sogenannten Maltote, vorschlugen. Dieser Vorschlag wurde umgesetzt. Dennoch befahl der König zu Ostern 1297 erneut die Beschlagnahmung der Wolle, was jedoch nur geringe Einnahmen brachte. Im August befahl der König, 8000 weitere Säcke Wolle zu beschlagnahmen. Aufgrund der starken Proteste verzichtete der König im Herbst 1297 auf weitere Beschlagnahmungen und höhere Zölle. In den letzten Jahren seiner Herrschaft musste Eduard I. auf weitere zusätzliche Einkünfte verzichten. 1301 wurde die Steuer eines Fünfzehnten und 1306 die Steuer eines Dreißigsten und eines Zwanzigsten bewilligt. Nach Verhandlungen konnte er 1303 einen zusätzlichen Zoll von drei Shilling und vier Pence auf jeden Wollsack erheben, der durch ausländische Kaufleute exportiert wurde. Von der Geistlichkeit wurden Steuern für angebliche Kreuzzüge erhoben, deren Einkünfte sich der König mit dem Papst teilte. Diese Einnahmen reichten jedoch nicht für die gestiegenen Ausgaben des Königs, die vor allem durch den Krieg in Schottland entstanden. Deshalb musste er sich weiter bei italienischen Kaufleuten, besonders bei der Familie Frescobaldi verschulden. Schließlich konnte der König seine Schulden, die er bei zahlreichen Gläubigern hatte, nicht mehr begleichen. Bei seinem Tod beliefen sich seine Schulden auf etwa £ 200.000.

#### Entwicklung des Parlaments unter Eduard I.
Während Eduards Herrschaft bildete sich das Parlament nicht nur als Ratsversammlung der Kronvasallen, sondern auch als Vertretung der einzelnen Grafschaften weiter heraus. Diese wurden als Knights of the Shire zu den Parlamenten geladen. In der Regel waren dies geachtete Grundbesitzer aus dem Ritterstand, die aber dennoch über Probleme vor Ort informiert waren. In der Magna Carta hatten die Könige akzeptieren müssen, dass sie Steuern nicht ohne allgemeine Zustimmung erheben konnten. Die zunehmenden finanziellen Forderungen von Eduard I. führten dazu, dass nun auch die Vertreter der Grafschaften und nicht mehr nur die Kronvasallen ihre Zustimmung zu neuen Steuern geben mussten. Zwar wurden die Vertreter der Grafschaften nicht zu allen Parlamenten geladen, doch sie erreichten, dass kein Parlament neue Steuern beschließen konnte, zu dem sie nicht geladen worden waren.

### Politik des Königs gegenüber dem Adel

#### Politik der Stärke gegenüber den Marcher Lords
Der König hatte die Quo Warranto-Untersuchungen nicht in den Welsh Marches durchführen lassen, wo er die Unterstützung der Marcher Lords für seine Kriege gegen die Waliser benötigte. Als es jedoch Anfang 1290 zu einem Konflikt zwischen dem Earl of Gloucester und dem Earl of Hereford in Südwales kam, griff der König energisch in die Gerichtsbarkeit der Welsh Marches ein. Der Earl of Hereford beschuldigte den Earl of Gloucester, dass das von ihm erbaute Morlais Castle auf Grundbesitz von Hereford errichtet worden war. Hereford wollte den Konflikt jedoch nicht durch Verhandlungen oder durch eine Fehde lösen, wie es bislang in den Welsh Marches üblich war, sondern wandte sich zunächst an den König. Als Gloucester aber nicht aufhörte, Überfälle auf Besitzungen von Hereford zu verüben, führte dieser Vergeltungsangriffe durch. Der König hörte sich die Klagen zunächst 1291 in Abergavenny an, ehe er 1292 in Westminster sein Urteil fällte. Beide Magnaten mussten sich dazu dem König unterwerfen, der ihnen demütigende Strafen auferlegte. Er beschlagnahmte ihre Besitzungen und verhängte hohe Geldstrafen. Zwar wurden ihnen ihre Ländereien bald zurückgegeben und die Strafgelder mussten sie nicht zahlen, doch zeigte der König deutlich, dass er sich auch gegen hochadlige Magnaten mit alten Rechten und Privilegien durchsetzen konnte. Auch gegen andere Marcher Lords ging der König vor, beispielsweise 1290 gegen Edmund Mortimer von Wigmore, als dieser einen Verbrecher eigenmächtig verurteilte und hinrichten ließ, anstatt ihn den königlichen Richtern zu übergeben. Dafür beschlagnahmte der König Wigmore Castle, das jedoch Mortimer schließlich zurückgegeben wurde. Auch Theobald de Verdon wurde im selben Jahr seine Herrschaft Ewyas Lacy entzogen, nachdem er sich dem königlichen Sheriff widersetzt hatte. Auch ihm wurden jedoch später die Besitzungen zurückgegeben. Mit diesen Aktionen gegen die selbstbewussten und auch militärisch einflussreichen Marcher Lords demonstrierte der König Stärke und Entschlossenheit gegenüber seinem Adel.

#### Das Verhältnis des Königs zu seinen englischen Magnaten
Als eine Gruppe von Magnaten, geführt vom Earl of Arundel, sich 1295 weigerte, an dem Feldzug in die Gascogne teilzunehmen, weil dies nicht zu ihren Pflichten als englische Vasallen gehören würde, versuchte der König sie nicht zu überreden, sondern schüchterte sie ein. Er drohte ihnen, dass das Schatzamt ihre noch offenen Schulden gegenüber der Krone eintreiben würde, worauf die Magnaten nachgaben. Dennoch bemerkte schon der Chronist Peter Langtoft, dass Eduard bei seinen Feldzügen teils nur geringe Unterstützung von seinen Magnaten erhielt, besonders bei der Niederschlagung des Aufstands in Wales von 1294 bis 1295 und beim Feldzug nach Flandern 1297. Langtoft führte dies auf die mangelnde Großzügigkeit des Königs zurück. Eduard förderte allerdings einige Magnaten, darunter seinen Freund Thomas de Clare, dem er 1276 großzügig Thomond in Irland übergab. Otton de Grandson wurde für seine Dienste mit Besitzungen in Irland und auf den Kanalinseln belohnt. Nach der Eroberung von Wales übergab der König mehreren Magnaten bedeutenden Besitzungen in den eroberten Gebieten, und nach dem Feldzug gegen Schottland 1298 vergab der König in Carlisle Ländereien in Schottland. In den folgenden Jahren vergab der König größere schottische Besitzungen, bevor diese erobert worden waren. Bothwell versprach er 1301 Aymer de Valence, bevor die Burg erobert wurde. Auf diese Art vergab er bis 1302 an etwa 50 englische Barone Ländereien in Schottland.

#### Die Krise von 1297

##### Revolte einiger Magnaten
Die hohen Belastungen, die der Bevölkerung durch die Kriege in Wales, Schottland und gegen Frankreich ab 1296 aufgebürdet wurden, erzeugten unter den Untertanen große Ablehnung. Eduard versuchte, durch Zustimmung der Parlamente Unterstützung für seine Politik zu erhalten. 1294 wurde ein Parlament einberufen, zu dem auch bevollmächtigte Knights of the Shire geladen wurden. 1295 wurden Ritter und Bürger zu einem Parlament berufen, das später als Model Parliament bezeichnet wurde. Dabei diente die Form der Ladungen später als Vorlage für weitere Einladungen. Bei den Einladungen für die Vertreter des Klerus wurde die Phrase Was alle betrifft, dem sollen auch alle zustimmen (lateinisch quod omnes tangit ab omnibus approbetur) verwandt. Dennoch kam es zu zunehmendem Widerstand gegen die finanziellen Forderungen des Königs. Während des Parlaments, das sich am 24. Februar 1297 in Salisbury traf, kritisierte Roger Bigod, 5. Earl of Norfolk heftig die Feldzugspläne des Königs nach Flandern, während er mit weiteren Magnaten in die Gascogne geschickt werden sollte. Die Rechtmäßigkeit des Militärdienstes wurde zu einer wichtigen Frage der aufkommenden Krise. Mit einer neuen Form der Einberufung des Feudalheeres, das am 7. Mai 1297 nach London berufen wurde, wurde der Militärdienst auf alle Einwohner ausgeweitet, die Landbesitz im Wert von mindestens £ 20 hatten. Als die Musterung der erschienenen Truppen stattfand, forderte der König Bigod als Marshal und Humphrey de Bohun, 3. Earl of Hereford als Constable auf, Verzeichnisse der erschienenen Soldaten zu erstellen, als wenn es sich um einen normalen Fall des feudalen Dienstes handeln würde. Als die Earls dies verweigerten, wurden sie aus ihren Ämtern entlassen. Als der König Ende Juli Sold für die Soldaten anbot, meldeten sich weiter nur wenige Freiwillige. Außer durch die Ritter des königlichen Haushalts fand Eduard beim Adel für seine militärischen Pläne nur wenig Unterstützung.

##### Widerstand des Erzbischofs von Canterbury
Zu den Beschwerden über den Militärdienst kamen noch Klagen über die hohen Steuern sowie über die Beschlagnahmung von Wolle und anderen Waren durch königliche Beamte. Die Regierung requirierte Lebensmittel für die Armee, und der König legte das traditionelle Recht, für seinen Haushalt ebenfalls Lebensmittel zu requirieren, großzügig aus. Dies führte unvermeidlich zu Misswirtschaft und Korruption, was viele Einwohner verbitterte. Im Juli 1297 wurden die Monstraunces (auch: Remonstrances) veröffentlicht, ein Beschwerdebrief, in dem der König sogar verdächtigt wurde, durch die hohen Forderungen die Bevölkerung zu knechten. Zu diesem Zeitpunkt richteten sich die Beschwerden noch gegen die Höhe der Belastungen, nicht gegen ihre teils gesetzeswidrige Erhebung. Als der König jedoch im August eine Steuer des Achten erheben und erneut Wolle beschlagnahmen wollte, kam es zu neuem Streit. Die von Erzbischof Winchelsey geführte Geistlichkeit lehnte die neue Steuer entschieden ab, nachdem der König ihnen zuvor die Ächtung angedroht hatte und Strafgelder in Höhe der verlangten Steuern verhängt hatte. Dennoch gelang es dem König, sich am 11. Juli mit Winchelsey auszusöhnen. Am 20. August 1297 verlangte das Schatzamt jedoch eine neue Steuer von der Kirche. Zu dieser Zeit versuchten beide Parteien, durch Veröffentlichungen die öffentliche Meinung zu beeinflussen. In einem langen Brief an den Erzbischof vom 12. August verteidigte der König seine Handlungen. Er entschuldigte sich für die hohen Belastungen, die aber notwendig seien, um den Krieg rasch und erfolgreich beenden zu können. Nach dem Ende des Kriegs versprach er, auf die Klagen der Bevölkerung einzugehen. Damit erreichte er jedoch wenig, so dass er mit einem nur kleinen Heer nach Flandern aufbrechen musste. Angesichts eines drohenden Bürgerkriegs war die Entscheidung des Königs, England zu verlassen, tollkühn. Als der König am 22. August zu seinem Feldzug aufbrach, erschienen Bigod und Bohun im Schatzamt, um die Eintreibung der Steuer des Achten und die Beschlagnahmung der Wolle zu verhindern.

##### Bestätigung der Confirmatio cartarum und Beilegung der Krise
Als wenig später die Nachricht von dem schottischen Sieg in der Schlacht von Stirling Bridge London erreichte, erhielt die Politik des Königs wieder Unterstützung. Die Forderungen der Gegner des Königs entsprachen fast genau den Forderungen, die in der Schrift De tallagio veröffentlicht worden war, eine Reihe von Artikeln, die die Magna Carta ergänzten. Darin wurde Zustimmung für die Erhebung von Steuern und für Beschlagnahmungen gefordert. Das Maltote sollte abgeschafft werden, und diejenigen, die sich geweigert hatten, an dem Feldzug nach Flandern teilzunehmen, sollten begnadigt werden. In Abwesenheit des Königs stimmte der Kronrat am 10. Oktober der Confirmatio cartarum zu, die quasi einer Ergänzung zur Magna Carta von 1215 war. Darin wurde versichert, dass Steuern und Abgaben nur noch mit allgemeiner Zustimmung erhoben werden durften. Auch im Kriegsfall durfte es keine Ausnahmen geben. Das Maltote wurde abgeschafft. Am 12. Oktober wurde versprochen, den König davon zu überzeugen, die Earls wieder in ihren Würden einzusetzen. Der in Flandern befindliche König muss sich über die Konzessionen geärgert haben, die weiter gingen, als er es wünschte, doch angesichts seiner schwachen militärischen Lage blieb ihm nichts übrig, als am 5. November die Confirmatio zu bestätigen und Bigod, Bohun und ihre Unterstützer zu begnadigen.

#### Reformen und Rückerlangung der Autorität ab 1298
Als der König 1298 von seinem Feldzug aus Flandern zurückkehrte, ordnete er eine landesweite Untersuchung gegen Korruption und Amtsmissbrauch seiner Beamten an. Diese Missstände waren sicher mit für den Widerstand gegen seine Politik verantwortlich, doch die eigentliche Ursache war das Beharren des Königs auf seinen militärischen Plänen gegen allen Widerstand gewesen. Das Verhältnis zu seinen Magnaten war fortan belastet, und die Magnaten befürchteten, dass der König nun seine gemachten Zugeständnisse zurücknehmen würde. Die Frage nach der Untersuchung der Grenzen der königlichen Forste wurde nun zum Test, ob er seinen Magnaten noch traute. Nach allgemeiner Überzeugung wurde angenommen, dass die Grenzen der königlichen Forste und damit die königliche Forsthoheit widerrechtlich ausgeweitet worden waren. Das 1299 erlassene Statut De finibus levatis erklärte, dass die Untersuchung der Forstgrenzen keine Beschneidung der königlichen Rechte erlauben würde. Bei der erneuten Bestätigung der Forstcharta würden wichtige Regeln weggelassen. 1300 stimmte der König der Articuli super Cartas zu, in der die königliche Gerichtsbarkeit, die Vollmachten des Schatzamts und der Gebrauch des Privy Seal eingeschränkt wurde. Die Sheriffs sollten in den Grafschaften gewählt werden, und die Durchsetzung der Magna Carta sollte angestrebt werden. Allerdings machte der König keine Zugeständnisse beim Militärdienst, wie es ebenfalls verlangt wurde.
Während des Parlaments 1301 ging der Streit weiter, als Henry of Keighley, ein Knight of the Shire aus Lancashire, ein Gesetz vorlegte, in dem die Regierung scharf kritisiert wurde. Der König musste bei den Grenzen der königlichen Forste Zugeständnisse machen, und obwohl er beim Militärdienst weiter keine Zugeständnisse machte, verzichtete er auf neue Formen der Rekrutierung. Die letzten Jahre seiner Herrschaft verliefen politisch relativ ruhig, obwohl die Probleme der 1290er Jahre noch nicht gelöst waren. 1305 ließ er sich sogar vom Papst eine Bulle ausstellen, die seine Zugeständnisse für nichtig erklärte. 1306 machte er die Änderung der Forstgrenzen von 1301 rückgängig. Dennoch kam es zu keiner neuen Opposition, und während seines letzten Parlaments in Carlisle im Januar 1307 wurde vor allem über die Durchführung einer päpstlichen Steuer und über andere Forderungen des Papstes gestritten. Allerdings gab es zu dieser Zeit andere innenpolitischen Probleme. In Durham befanden sich Bischof Antony Bek, der alte Freund des Königs, und die Mönche des Kathedralpriorats in einem heftigen Streit, worauf die Diözese zweimal unter königliche Verwaltung gestellt wurde. Mit Thomas of Corbridge, dem Erzbischof von York, geriet der König in einen heftigen Streit, als er ein Benefizium mit einem königlichen Beamten besetzen wollte. Der Erzbischof protestierte dagegen, worauf er vom König persönlich so heftig zurechtgewiesen wurde, dass er einen Schock erlitt und wenig später, im September 1304 starb.

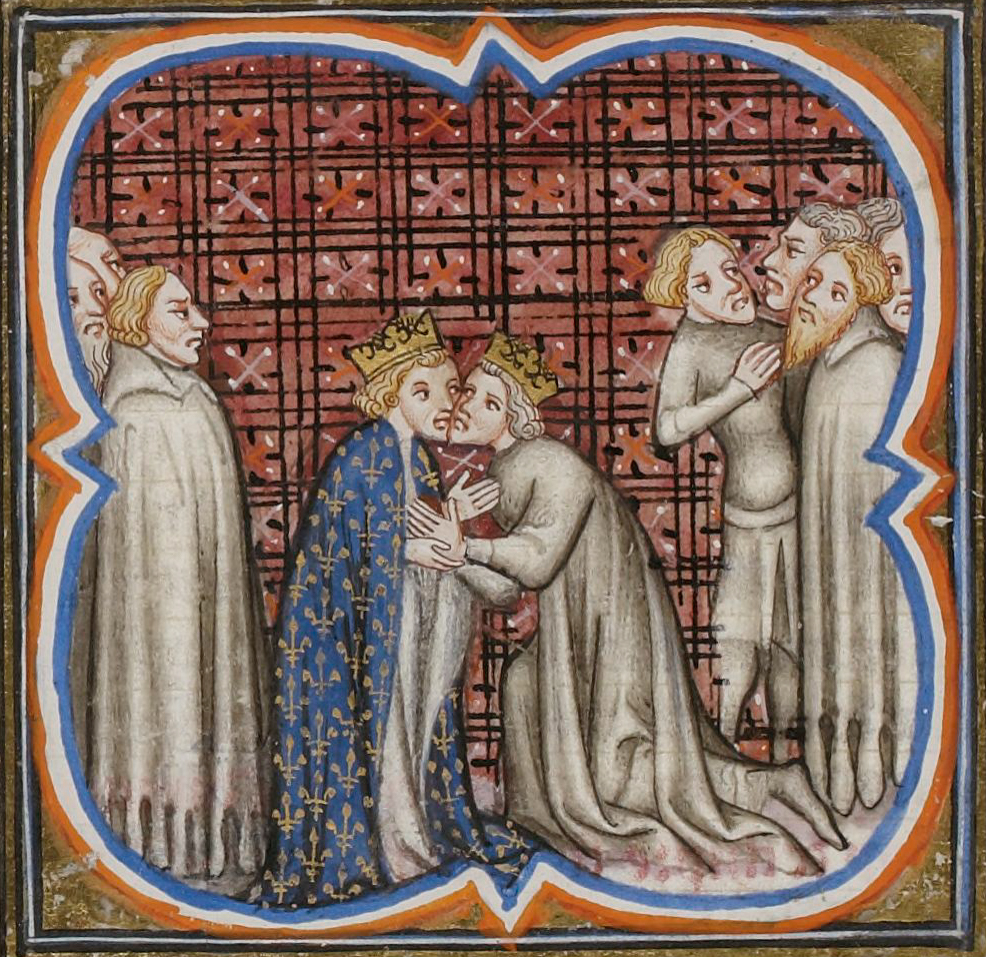
Eduard I. huldigt Philipp IV. Buchmalerei aus dem 14. Jahrhundert

### Die Außenpolitik Eduards I. ab 1290

#### Der Krieg mit Frankreich

##### Ursachen
1294 kam es zum Krieg mit Frankreich. Dieser Krieg kam für Eduard I. überraschend, denn sein Verhältnis zu den französischen Königen war bislang gut gewesen. 1279 hatte er Paris besucht, wobei Königin Eleonore dem französischen König für das von ihr ererbte Ponthieu huldigen konnte. In Amiens wurde ein Abkommen geschlossen, das noch offene Streitpunkte, vor allem über das Agenais beilegte. Als der französische König Philipp III. Eduard I. 1285 als Herzog von Aquitanien zum feudalen Militärdienst im Aragonesischen Kreuzzug aufforderte, wurde Eduards Stellung problematisch. Da der Feldzug letztlich nicht erfolgte und der französische König wenig später starb, blieb Eduards Nichterscheinen ohne Folgen. 1286 leistete Eduard dem neuen König Philipp IV. in Paris Hommage, so dass die guten Beziehungen wiederhergestellt wurden. Der französische König sah Eduard als Herzog von Aquitanien aber als einen übermächtigen Vasallen an, der die französische Herrschaft und Gerichtshoheit nicht anerkannte. Als es 1293 zu Konflikten zwischen Seeleuten aus Frankreich und der Gascogne kam, sollte Eduard sich vor dem Parlement in Paris verantworten. Er sandte seinen Bruder Edmund of Lancaster nach Paris, der dort eine Einigung erreichen sollte. Nach einem 1294 vereinbarten Geheimabkommen sollte Eduard Margarethe, eine Schwester des französischen Königs heiraten. Fast die gesamte Gascogne sollte einschließlich der Burgen und Städte den Franzosen übergeben werden, doch wenig später zurückgegeben werden. Dafür sollte Eduards Vorladung vor das Parlement widerrufen werden. Die englischen Unterhändler wurden jedoch betrogen. Die Engländer hielten sich an die getroffenen Vereinbarungen, doch die Franzosen widerriefen nicht die Vorladung vor das Parlement, und als Eduard sich weigerte zu erscheinen, erklärte Philipp IV. das Lehen der Gascogne für verwirkt.

##### Kriegsverlauf
Im Oktober 1294 brach ein erstes kleines englisches Heer in die Gascogne auf. Sie konnten Bayonne, doch nicht Bordeaux besetzen. Eduard wollte den Krieg aber nicht nur in Südwestfrankreich führen, sondern verbündete sich mit dem römisch-deutschen König Adolf von Nassau und zahlreichen westdeutschen Fürsten, um von den Niederlanden aus Frankreich angreifen zu können. Der Aufstand in Wales und der beginnende Schottische Unabhängigkeitskrieg verhinderten jedoch, dass Eduard rasch ein Heer in die Niederlande führen konnte, und ohne seine militärische Unterstützung wollten seine Verbündeten den Kampf nicht beginnen. Nachdem Eduard 1296 den schottischen König John Balliol unterworfen hatte, gelang es seinen Unterhändlern, den Grafen von Flandern in das antifranzösische Bündnis mit einzubeziehen, und Eduard bereitete für 1297 den Feldzug vor. Der französische König reagierte auf diese Bedrohung. In einem raschen Feldzug besetzte er fast ganz Flandern, und als Eduard I. im August 1297 dort landete, war der Krieg militärisch fast entschieden. Angesichts der lange fehlenden militärischen Unterstützung durch den englischen König, hatten die meisten seiner Verbündeten gezögert, gegen den französischen König in Feld zu ziehen, und allein mit seinem recht kleinen Heer konnte der englische König nicht hoffen, das französische Heer zu schlagen. Da auch der Krieg in der Gascogne militärisch unentschieden war, schlossen England und Frankreich am 9. Oktober 1297 einen Waffenstillstand, in den der Graf von Flandern mit einbezogen wurde. Eduard konnte erst im März 1298 Flandern wieder verlassen, nachdem er einen Teil der versprochenen Hilfsgelder an seine Verbündeten gezahlt hatte und nachdem es in Gent zu einer ersten Revolte der Bürger gekommen war. 1299 heiratete Eduard Margarethe von Frankreich, doch erst 1303 wurde der Frieden von Paris geschlossen, mit dem der Vorkriegszustand in der Gascogne wiederhergestellt wurde. Sowohl für Frankreich wie auch für England war der Krieg ein teurer Misserfolg. Für Eduard I. hatten alleine die Kämpfe in der Gascogne £ 360.000 gekostet, der fehlgeschlagene Feldzug nach Flandern hatte über £ 50.000 gekostet. Seinen Verbündeten hatte Eduard etwa £ 250.000 versprochen, von denen etwa £ 165.000 auch gezahlt wurden.

#### Der Versuch der Eroberung Schottlands

##### The Great Cause
Vermutlich im Herbst 1266 hatte Eduard I. erstmals Schottland besucht, als er seine Schwester Margarete in Haddington besuchte. Zu seinem Schwager König Alexander III. von Schottland hatte Eduard ein gutes Verhältnis, auch die Hommage von Alexander, die dieser für seine englischen Besitzungen 1278 leisten musste, verlief ohne Streit. Als Alexander III. jedoch 1286 ohne überlebende männliche Nachkommen starb, versuchte Eduard diese Gelegenheit auszunutzen. Er erreichte 1290, dass Alexanders Erbin und junge Enkelin Margarete von Norwegen mit seinem eigenen Sohn und Erben Eduard verheiratet werden sollte. Zwar wurde im Vertrag von Northampton vereinbart, dass Schottland ein unabhängiges Königreich bleiben solle, doch offenbar wollte Eduard nach Abschluss des Vertrags die tatsächliche Herrschaft in Schottland übernehmen. Dieser Plan scheiterte im Herbst 1290, als Margarete während der Überfahrt von Norwegen nach Schottland starb. Daraufhin erhoben neben Robert de Brus und John Balliol noch insgesamt elf andere Anwärter als Nachfahren von schottischen Königen Ansprüche auf den schottischen Thron. Eduard beanspruchte nun als feudaler Oberherr von Schottland die Thronfolge zu klären. Die schottischen Magnaten waren zunächst nicht bereit, dies zu akzeptieren, doch durch Verhandlungen im Mai und Juni 1291 in Norham erreichte Eduard das Einverständnis, dass er dazu berechtigt sei. Im November 1292 wurde schließlich bestimmt, dass John Balliol die berechtigtsten Ansprüche auf den schottischen Thron hatte, so dass dieser zum König gekrönt wurde.

##### Anspruch auf die Oberhoheit über Schottland
Nach dieser Lösung des Great Cause unternahm Eduard verschiedene Versuche, um seinen Anspruch auf eine Oberhoheit über Schottland zu behaupten. Schließlich berief er zu Michaelis 1293 den schottischen König John Balliol wegen eines Streits mit Macduff, einem jüngeren Sohn des 6. Earl of Fife, vor das englische Parlament, das als Appellationsgericht über den Fall entscheiden sollte. Wäre der schottische König erschienen, hätte er die englische Oberhoheit anerkannt. Balliol schickte jedoch nur den Abt von Arbroath Abbey als Vertreter. 1294 verlangte Eduard vom schottischen König und von achtzehn weiteren schottischen Magnaten vergeblich feudalen Kriegsdienst im Krieg gegen Frankreich, den dieser jedoch nicht leistete. John Balliol erwies sich aber vor allem als schwacher König, so dass 1295 ein zwölfköpfiger Staatsrat faktisch die Regierung von Schottland übernahm. Die Franzosen, mit denen sich England seit 1294 im Krieg befand, versuchten nun, ein gegen England gerichtetes Bündnis mit Schottland zu schließen, das schließlich Anfang 1296 geschlossen wurde. Daraufhin nahm Eduard den Streit mit Macduff und die Weigerung des schottischen Königs, sich vor englischen Gerichten zu verantworten, als Anlass, um militärisch in Schottland einzufallen.

##### Die Eroberung von Schottland 1296
Der Feldzug von 1296 wurde für den englischen König ein triumphaler Siegeszug. Ende März 1296 besetzte er die Grenzstadt Berwick. Ein schottisches Heer wurde in der Schlacht bei Dunbar geschlagen, danach trafen die Engländer kaum noch auf militärischen Widerstand. Nach 21 Wochen war Schottland scheinbar erobert, und John Balliol wurde unter schmachvollen Umständen als König abgesetzt. Anschließend ließ Eduard den schottischen Krönungsstein von Scone nach Westminster bringen und übergab die Verwaltung des eroberten Landes an englische Beamte. Bereits 1297 kam es jedoch zu einer umfassenden schottischen Rebellion, zu deren Führer Robert Bruce, ein Enkel eines der früheren Thronanwärter gehörte. Zu den erfolgreichsten Gegnern der Engländer gehörten jedoch der aus einer Ritterfamilie stammende William Wallace sowie der Adlige Andrew Murray. Der Aufstand war tatsächlich ein Volksaufstand gegen die Engländer, und im September 1297 wurde ein englisches Heer unter Earl Warenne in der Schlacht von Stirling Bridge geschlagen.

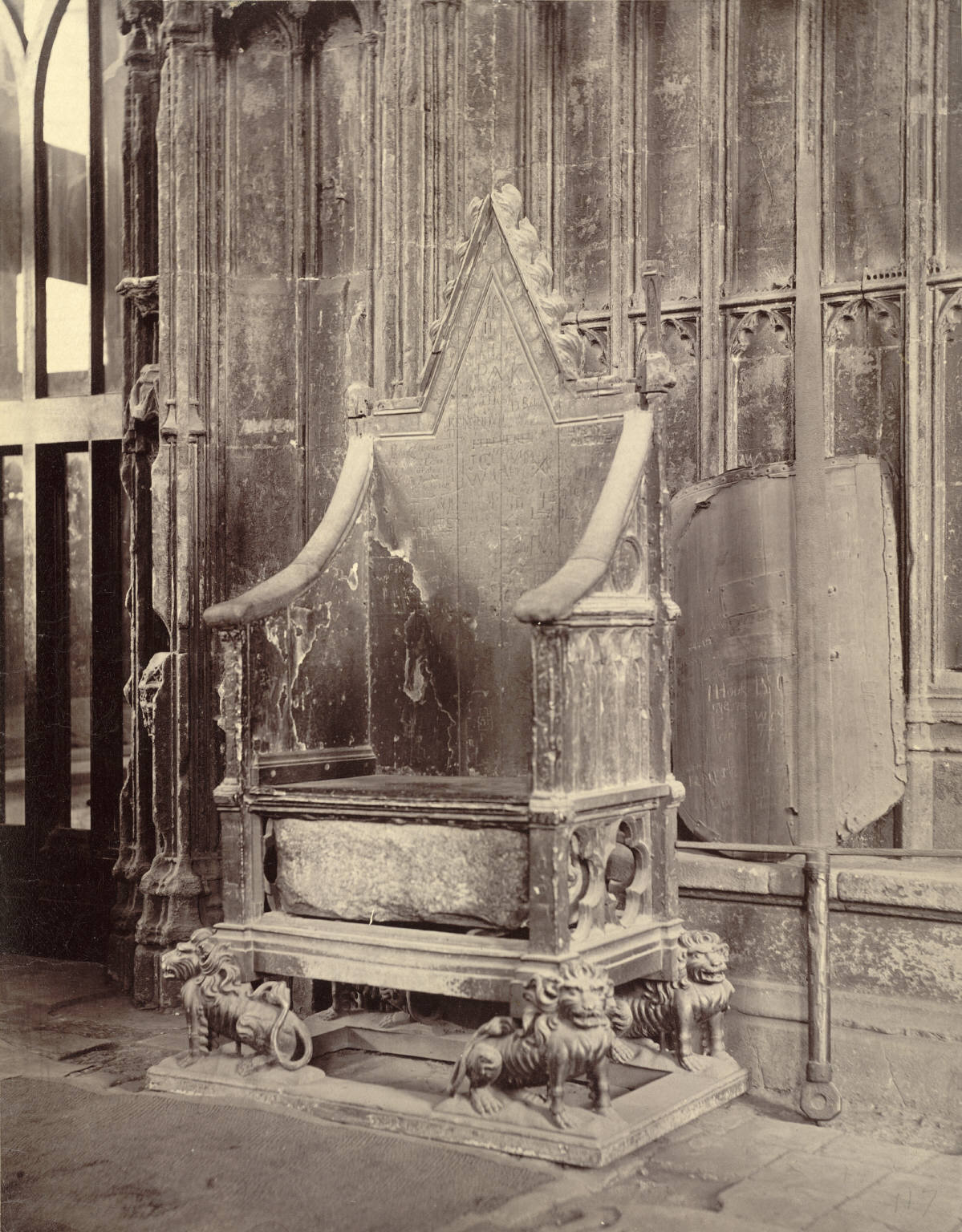
Der Krönungsstuhl in Westminster Abbey mit dem darunter befindlichen Stein von Scone. Fotografie aus dem 19. Jahrhundert.

##### Erneute Eroberung 1298 und Versuch der Beherrschung Schottlands

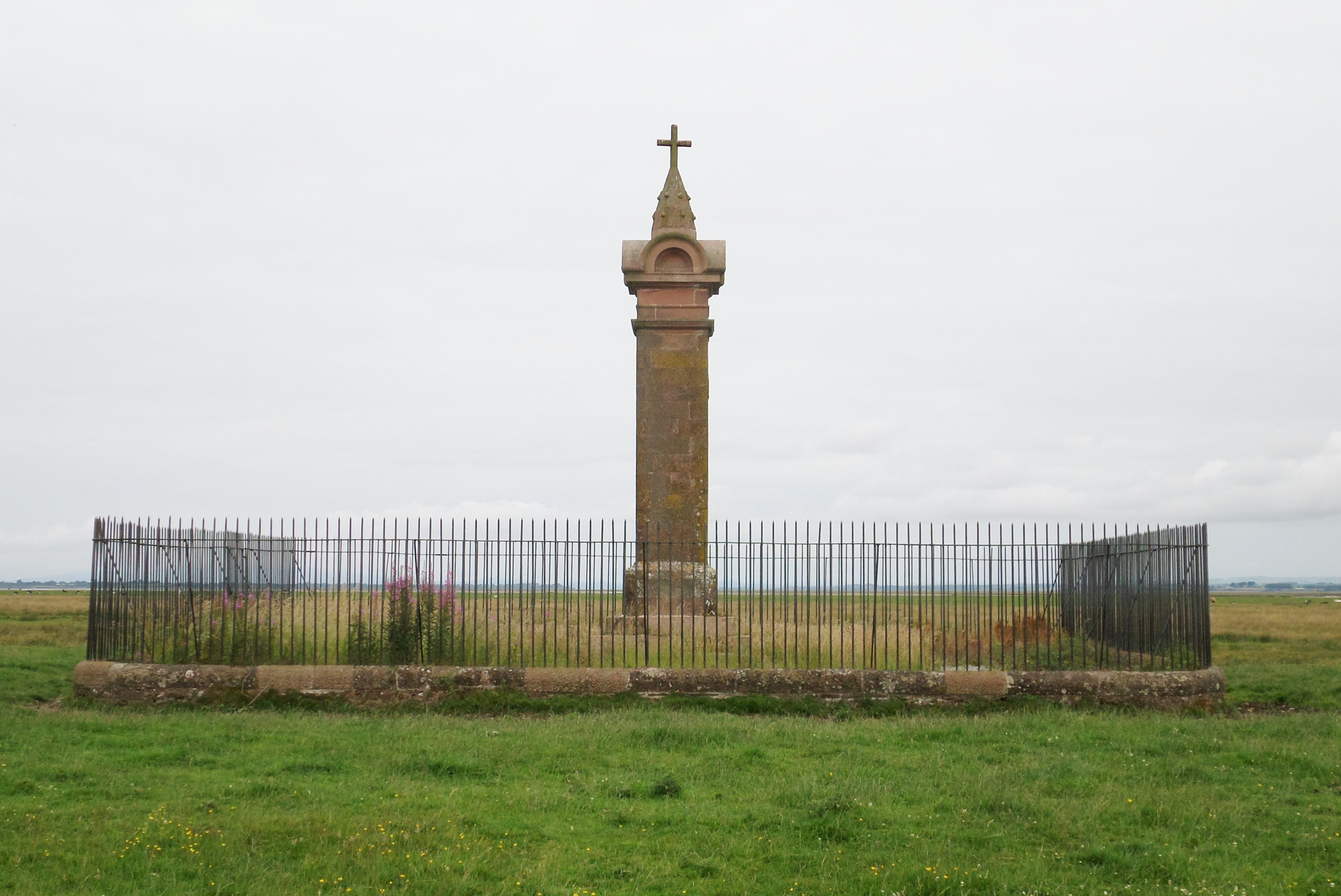
Das im 19. Jahrhundert errichtete Denkmal bei Burghs wurde angeblich genau an Eduards Sterbeort errichtet.

Nachdem Eduard I. von seinem Feldzug nach Flandern zurückgekehrt war, sammelte er ein etwa 30.000 Mann starkes englisches Heer zu einem neuen Feldzug nach Schottland. Am 22. Juli 1298 errang er gegen ein schottisches Heer in der Schlacht bei Falkirk einen klaren Sieg. Trotz dieses Erfolgs konnten die Engländer Schottland nicht unter ihre vollständige Kontrolle bringen. Nur in Südschottland konnten sie die Region um die von ihnen besetzten Burgen beherrschen. Aus politischen Gründen konnte Eduard 1299 keinen neuen Feldzug unternehmen, so dass die Schotten nach einer langen Belagerung die ausgehungerte englische Besatzung von Stirling Castle zur Aufgabe zwingen konnten. 1300, 1301 und 1303 führte Eduard jedoch jeweils große Armeen nach Schottland, ohne dass es zu einer neuen Schlacht kam. Im Winter von 1301 bis 1302 unterwarf sich Robert Bruce den Engländern, doch erst 1304 ergab sich die Mehrheit der schottischen Anführer. 1303 schloss Frankreich mit England Frieden, so dass die Schotten aus Frankreich keine weitere Unterstützung mehr erhielten. Die Rückeroberung von Stirling Castle 1304 beendete die erneute Eroberung Schottlands. 1305 geriet schließlich William Wallace in Gefangenschaft. Eduard ließ ihn in London vor Gericht stellen und hinrichten. Während des Parlaments von 1305 wurde die neue Verwaltung von Schottland festgelegt. Es galt nicht länger als eigenes Königreich, sondern wie Irland als unterworfenes Land. John of Brittany, ein Neffe des Königs, wurde als Royal Lieutenant Stellvertreter des Königs, während die Ämter des Kanzlers und des Chamberlain mit Engländern besetzt wurden. Für die Grafschaften wurden neue Sheriffs ernannt, wobei vor allem die Sheriffs der südschottischen Grafschaften Engländer waren. Die Richterämter wurden paritätisch mit Schotten und Engländern besetzt, wobei Vorbereitungen getroffen wurden, um das schottische Recht dem englischen anzugleichen. Die Umsetzung der Regeln stieß in der Praxis auf viele Probleme und führte zu neuen Konflikten. Nach dem langen Eroberungskrieg, während dessen Eduard seine Magnaten mit schottischen Besitzungen belohnt hatte, wurden zahlreiche schottische Besitzungen sowohl von Engländern wie von Schotten beansprucht.

##### Erneuter schottischer Widerstand ab 1305
Der Frieden in Schottland währte nicht lange. Am 10. Februar 1306 ermordete Robert Bruce den schottischen Lord John Comyn. Wie bereits einige walisische Fürsten nach der Eroberung von Wales fühlte sich Robert Bruce nach der englischen Eroberung von Schottland nicht angemessen belohnt für seine Unterstützung, die er dem englischen König geleistet hatte. Er hoffte wohl, dass er nun eine reelle Chance hatte, selbst schottischer König zu werden. Die erneut ausbrechende Rebellion in Schottland überraschte Eduard, der aufgrund seines Alters inzwischen gesundheitlich angeschlagen war. Deshalb wurden die ersten englischen Truppen von Aymer de Valence und von Henry Percy geführt, denen ein größeres Heer folgte, das unter dem Befehl des Prince of Wales stand. Eduard selbst war im Sommer 1306 krank und konnte deshalb nur langsam nach Norden reisen. Schließlich musste er in Lanercost Priory überwintern. Er betrachtete den Aufstand als Rebellion und nicht als Krieg zwischen zwei Ländern, so dass er gegenüber den Schotten eine grausame Politik verfolgte. Er ließ zahlreiche Schotten, darunter John of Strathbogie, 9. Earl of Atholl und den schottischen Ritter Simon Fraser, der früher zu den Rittern seines Haushalts gehört hatte, in London grausam hinrichten. Mary, eine Schwester von Robert Bruce, sowie dessen Frau Elizabeth de Burgh gerieten nach der Eroberung von Kildrummy Castle in Gefangenschaft. Während die Frau seines Gegners in einem Kloster inhaftiert wurde, ließ Eduard Mary Bruce sowie die Countess of Buchan, die Bruce gekrönt hatte, in Käfige sperren und stellte sie in südschottischen Burgen öffentlich zur Schau aus. Während des Winters von 1306 bis 1307 waren die Engländer erfolgreich, doch im Mai 1307 wurden zwei englische Heere, sowohl unter Aymer de Valence wie unter dem Earl of Gloucester geschlagen. Der erzürnte König wollte nun, obwohl er noch nicht genesen war, selbst einen Feldzug führen. Pfingsten hielt er eine Musterung seiner Truppen in Carlisle ab und brach anschließend nach Schottland auf. Dabei zeigte sich, dass er körperlich noch nicht in der Lage war, einen Feldzug zu führen. Das Heer kam nur langsam voran, und schließlich starb der König im Juli in Burgh by Sands. Damit die Schotten nicht von der Nachricht vom Tod des Königs profitieren konnten, wurde sein Tod zunächst geheim gehalten. Um den 18. Oktober wurde Eduards Leiche nach London gebracht und am 27. Oktober in Westminster Abbey beigesetzt. Den Trauergottesdienst leitete sein alter Freund und zuletzt zeitweiliger Gegner Bischof Antony Bek von Durham.

## Die Person des Königs

### Aussehen und Eigenschaften
Eduard war für seine Zeit körperlich beeindruckend. Er war fast 1,88 m groß und gemäß seiner ritterlichen Erziehung war er kräftig. Wegen seiner langen Beine soll er den Beinamen Longshanks erhalten haben. In seiner Jugend hatte er blond gelocktes Haar, das später dunkel und im Alter weiß wurde. Er lispelte leicht, soll aber sonst flüssig und überzeugend gesprochen haben. Als junger Mann nahm er nicht nur in England, sondern auch in Frankreich an zahlreichen Turnieren teil, wobei er sich angeblich nicht durch seine Erfolge auszeichnete. Er soll viele Kämpfe verloren haben, so dass er fast alle seine Pferde und Rüstungen an die Sieger abtreten musste. Nach dem Bericht des Chronisten von Dunstable wurde Eduard 1262 bei einem Turnier in Frankreich schwer verwundet. Die Ritter seines Gefolges sollen erst 1285 oder 1286 für die Rüstungen, die sie bei Turnieren in seinem Dienst verloren hatten, von Eduard entschädigt worden sein. Dazu war er ein begeisterter Jäger und beherrschte auch die Beizjagd mit Falken und Habichten. Als junger Thronfolger war Eduard in einer unruhigen Zeit dem Druck zahlreicher Gruppen ausgesetzt, die ihre jeweiligen Interessen verteidigten. Dies führte zu seiner schwankenden politischen Haltung vor dem Krieg der Barone, wegen der er bei seinen Zeitgenossen als unzuverlässig galt. Ein Zeitgenosse bezeichnete ihn einerseits als Leo, als stolzen und tapferen Löwen, aber auch als Pard, als unzuverlässigen und widersprüchlichen Leoparden. Diese Widersprüchlichkeit in seinem Charakter war später, als er König war, weniger offensichtlich, doch dennoch weiter vorhanden. Dabei war Eduard sich als König seiner besonderen Stellung bewusst. Eingebunden in die Diplomatie und in seine Kriege, hatte er jedoch anscheinend nur wenige Kenntnisse von den Sorgen der einfachen Bevölkerung, von Verwaltungsdetails und von der genauen, äußerst angespannten finanziellen Lage seines Reiches.

### Die Religiosität des Königs und sein Verhältnis zur Kunst
Eduard war ein streng gläubiger Christ, wie nicht nur sein Kreuzzug, sondern auch seine Gründung Vale Royal Abbey belegt. Diese ließ er gemäß einem Gelöbnis anlässlich eines Schiffbruchs bei einer Überquerung des Ärmelkanals während der 1260er Jahre errichten. Nachweislich besuchte er regelmäßig die Gottesdienste und gab auch großzügig Almosen.
Die Kunst förderte Eduard nicht in einem Umfang, wie sein Vater sie gefördert hatte. Am ehesten war er ein Förderer der Architektur. Neben den Eleonore-Kreuzen ließ er ab 1292 im Palace of Westminster St Stephen's Chapel errichten. Er förderte weiter den bereits von seinem Vater geförderten Maler Walter of Durham und ließ wahrscheinlich in den 1290er Jahren die Ausmalung der Painted Chamber im Palace of Westminster erweitern. Das einzige Buch, das Eduard nachweislich gelesen hat, war eine obszöne Parodie einer ritterlichen Romanze. Dabei war er an Geschichten über König Artus interessiert und veranlasste 1278 die Umbettung der angeblichen Gebeine von Artus und dessen Frau Guinevere in Glastonbury.

### Eduard als Militär
Eduard war ein erfolgreicher Militär. Während des Zweiten Kriegs der Barone nahm er an mehreren Gefechten, vor allem aber an den Schlachten von Lewes und Evesham teil. Bei Lewes war sein ungestümer Angriff verantwortlich für die Niederlage des königlichen Heeres, während seine Bedeutung für den Sieg der Anhänger des Königs über die Rebellen bei Evesham nicht genau geklärt werden kann. Eduard führte selbst seinen Kreuzzug ins Heilige Land und als König führte er Feldzüge nach Wales, nach Flandern und nach Schottland. Dabei ist vor allem bedeutsam, wie sorgfältig er die Feldzüge vorbereitete und sich auch um ausreichend Nachschub kümmerte. Zur Sicherung der Eroberung von Wales ließ er durch den Baumeister James of St. George in Nordwales einen Ring von Burgen und Stadtbefestigungen errichten, der als Meisterwerk der Militärarchitektur des 13. Jahrhunderts gilt. Die am besten erhaltenen dieser Befestigungen gehören seit 1986 zum Weltkulturerbe der Menschheit.
Auch wenn Eduards Heere starke Infanteriekontingente besaßen, bildeten dabei die schwer gepanzerten und zu Pferd kämpfenden Ritter das Rückgrat seiner Armeen. Zunehmende Bedeutung bekamen dabei Bogenschützen, auch wenn sie noch nicht schlachtentscheidend waren wie die englischen Langbogenschützen während des Hundertjährigen Kriegs. Eduard selbst nahm als König nur noch an einer größeren Schlacht, der Schlacht von Falkirk teil. Während sein Feldzug nach Flandern 1297 vor allem aufgrund innenpolitischer Probleme und aufgrund der letztlich nicht ausreichenden Diplomatie scheiterte, blieb Eduard als Feldherr in Wales und Schottland ungeschlagen. In Schottland war er dabei auch bei Belagerungen, wie 1304 bei der langwierigen Belagerung von Stirling Castle erfolgreich. Während er Wales jedoch mit großem Aufwand erobern konnte, erkannte er in Schottland nicht die Ursachen für das Scheitern seines Eroberungsversuchs. Dabei war es ihm fast gelungen, Schottland zu erobern. Doch ab 1304 hatte sich gezeigt, dass er sowohl politisch wie auch militärisch überfordert war. Trotz seiner langen Herrschaft hatte er nicht gelernt, wie er die Unterstützung der schottischen Bevölkerung für sich gewinnen konnte, und dem neuartigen Kleinkrieg, den Wallace und andere Schotten führten, konnte Eduard nichts entgegensetzen.

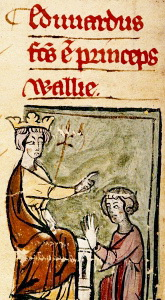
Eduard I. setzt seinen Sohn Eduard als Prince of Wales ein. Buchmalerei aus dem frühen 14. Jahrhundert.

### Familie und Nachkommen
Anscheinend war Eduard ein treuer und ergebener Ehemann seiner beiden Gemahlinnen. Besonders seine erste, 1254 geschlossene Ehe mit Eleonore von Kastilien gilt als glückliche Ehe. Seine Frau begleitete ihn, wenn es möglich war, auf seinen Reisen. Sie war eine der wenigen Frauen, die am Kreuzzug ins Heilige Land teilnahmen, und begleitete ihren Mann auch mehrmals nach Frankreich. Als sie 1290 starb, betrauerte der König sie aufrichtig. Zum Zeichen seiner Trauer ließ er die Eleanor-Kreuze errichten, die den Weg des Leichenzugs von Harby in Nottinghamshire bis nach Westminster markierten. Die genaue Anzahl der Kinder von Eduard und Eleonore ist nicht bekannt. Sie hatten mindestens vierzehn Kinder, möglicherweise sogar 16 Kinder, von denen mehrere noch im Kindesalter starben:
- Katherine (* 1261/3; † 1264)
- Joan (* Januar 1265; † September 1265)
- John (* Juli 1266; † August 1271)
- Henry (* Mai 1268; † Oktober 1274)
- Eleanor (* Juni 1269; † August 1298) ⚭ 1293 Heinrich III. von Bar
- Tochter (* um 1271; † 1271 oder 1272)
- Joan of Acre (* Mai 1272; † 23. April 1307)

1. ⚭ 1290 Gilbert de Clare, 6. Earl of Gloucester
2. ⚭ 1297 Ralph de Monthermer

- Alphonso (* November 1273; † August 1284)
- Margarete (* März 1275; † um 1333) ⚭ 1290 Johann II. von Brabant
- Berengaria (* Mai 1276; † 1277/78)
- Tochter (*/† 1278)
- Mary (* März 1279; † um 1332), seit 1285 Nonne in Amesbury Abbey
- Elisabeth (* 7. August 1282; † 5. Mai 1316)

1. ⚭ 1297 Johann I. von Holland
2. ⚭ 1302 Humphrey de Bohun, 4. Earl of Hereford

- Eduard (25. April 1284; † 21. September 1327) ⚭ 1308 Isabella von Frankreich

Ein namenloses, vermutlich fünfzehntes Kind starb an einem 29. Mai und wurde in Bordeaux begraben, wobei das Todesjahr unbekannt ist. Von diesen Kindern überlebten aber nur der jüngste Sohn und fünf Töchter die Kindheit. Über die Kindheit der Königskinder ist wenig bekannt, sie wurden, wie es beim Hochadel im 13. Jahrhundert üblich war, in Haushalten von befreundeten Adligen erzogen. Zu seinen überlebenden Töchtern entwickelte Eduard dann aber ein gutes Verhältnis, so dass sie selbst mehrere Monate nach ihren Hochzeiten noch am Königshof blieben oder wie Elizabeth und Mary, die eigentlich Nonne in Amesbury Abbey war, häufig dorthin zurückkehrten. Den Boten, die ihm Nachricht von der Geburt von Enkelkindern überbrachten, ließ er außerordentlich reiche Belohnungen überreichen, besonders wenn das Kind ein Junge war.
Auch seine zweite, etwa vierzig Jahre jüngere Frau Margarete von Frankreich soll Eduard geliebt haben. Aufgrund des Altersunterschieds hatte sie aber, im Gegensatz zu Eleonore von Kastilien, offensichtlich nur wenig Einfluss auf Entscheidungen des Königs. Mit ihr hatte er drei Kinder:
- Thomas (* 1. Juni 1300; † 4. August 1338)

1. ⚭ 1320 Alice Hales
2. ⚭ 1335 Mary de Brewes

- Edmund (* 5. August 1301; † 19. März 1330) ⚭ 1325 Margaret Wake
- Eleonore (* 4. Mai 1306; † August 1311)

## Nachwirkung und historische Bewertung
Obwohl Eduard in einem eindrucksvollen Grab in Westminster Abbey beigesetzt wurde, wurde die offensichtlich geplante Statue, die ähnlich wie bei Heinrich III. und Eleonore von Kastilien das Grab schmücken sollte, nie gefertigt. Die berühmte lateinische Grabinschrift Edwardus Primus Scotorum Malleus hic est, 1308 (deutsch Hier liegt Eduard I., Hammer der Schotten, 1308) stammt allerdings wohl erst aus dem 16. Jahrhundert.
Die Zeit Eduards I. wurde mehrfach historisch betrachtet. Bischof William Stubbs betrachtete vor allem die Einhaltung der Verfassung und Gesetze und sah ihn im 19. Jahrhundert wegen der von ihm erlassenen Gesetze als englischen Justinian. Im 20. Jahrhundert sah F. M. Powicke seine Herrschaft positiv. Andere Historiker des 20. Jahrhunderts sahen die Herrschaft nicht so freundlich. T. F. Tout erstellte eine umfangreiche Arbeit über die königliche Verwaltung und die ungeheure Leistung seiner Beamten, während er den König als autokratisch sah. G. O. Sayles bezeichnete Eduard sowohl als jungen Erwachsenen wie auch als älteren Mann als willkürlich und unglaubwürdig, der als Herrscher nicht nach den Ratschlägen seiner Ratgeber gehandelt hätte. Ähnlich kritisierte K. B. McFarlane vor allem die unvernünftige Politik des Königs gegenüber dem Hochadel. Michael Prestwich beurteilte Eduards Herrschaft dagegen wieder erheblich positiver. Er wies darauf hin, dass es Eduard gelungen war, nach dem Krieg der Barone die königliche Autorität zurückzugewinnen, und auch die von ihm erlassenen Gesetze hatten große Bedeutung. Bis um 1290 war seine Herrschaft erstaunlich produktiv. Die Regeln des Parlaments entstanden, als Mechanismus, durch den die Krone Ziele erreichen konnte, aber auch als Gelegenheit, um Fehler in der Verwaltung zu beheben und um Eingaben vorzubringen. In Europa versuchte sich der König als Friedensstifter, während er Wales durch seine militärische Überlegenheit erobern konnte. Auch die Verwaltung der Gascogne erfolgte effektiver als in der Vergangenheit, wozu die Besuche des Königs beitrugen. Seine spätere Regierung war dann durch seine Kriege mit Frankreich und vor allem mit Schottland geprägt. Diese Kriege führten zur Krise von 1297, die zwar beigelegt werden konnte, doch die Herrschaft weiter belastete. Für sein Reich hatte Eduard vieles erreicht, doch er hinterließ den ungelösten Konflikt mit Schottland, der mehrere Jahrhunderte weiterbestand. Letztlich bewertet Prestwich ihn als einen großen König.